# AIKA (AV女優)
AIKA（あいか、1989年9月19日 - ）は、日本のAV女優。ティーパワーズ所属。

## 略歴
2011年にAVデビュー。デビュー前は美容師として働いていた。渋谷でスカウトされたことをきっかけにAVデビュー。その後も美容師として4年間掛け持ちしていたが美容師は辞め、黒ギャルAV女優としてブレイク。有名AV女優となる。

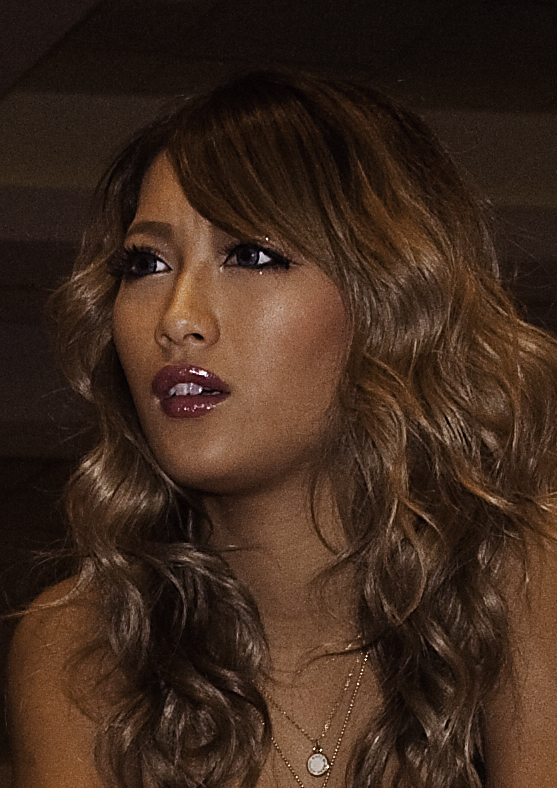
黒ギャル時期、2016年撮影

2016年5月4日、DMM.R18アダルトアワード2016にて優秀女優賞を受賞。8月、ファイブプロモーションからティーパワーズへ所属事務所を移籍。
2017年3月3日、スカパー!アダルト放送大賞2017にて女優賞（最高賞）を受賞。「こんなに活躍している女優さんたちの中でプレッシャーがいっぱいあった。ありがとうございます!」と歓喜を挙げ、司会の中尾彬からは「久々にいい女優さんが誕生したね。大型の映画でもいけそう」と論評をもらった。その後、実際に映画出演にも挑戦していたほか、以降はバラエティ番組にも多数出演。
2019年10月、ゲオTV×メンズサイゾー ADULT AWARD 2019・淫語スター部門にノミネート。二つ名は「国民的黒ギャル」。
2020年12月、「FLASH 2020年現役最強セクシー女優BEST100」読者投票・第6位選出。
2021年4月に発表されたアサヒ芸能「2021現役AV女優SEXY総選挙」で第15位。同年8月発表「読者300人が選んだFLASH 2021セクシー女優ランキング」読者投票40位。
2023年1月にはグッドスマイルカンパニーから三次元データを使用した「PLAMAX Naked Angel」シリーズから1/20スケールプラモデルが発売される。
2023年5月15日週FANZA動画フロアランキングにおいて、出演した『【祝春ギフト】【福袋】超絶大ヒット人気タイトル厳選ノーカット収録!15作品で35時間!まるごと2130分大収録!乳首びんびんどすけべ痴女BEST!!』（発売：かつお物産/妄想族）が1位を記録。同作は同年8月14日週にも1位浮上。
2024年2月12週FANZA通販フロアランキングにおいて、出演した『MOODYZファン感謝祭 バコバコバスツアー2024 AV男優発掘＆育成スペシャル!! AV男優を目指す素人16名とAV女優16名の1泊2日大乱交ツアー!』が初登場1位となった。2024年時点では痴女プレイに定評があり、週刊プレイボーイ・浜野きよぞういわく「天下無双のドS」。
2024年9月14日、台湾・JKFが共催のもと、日本初のセクシー女優のみで行うプール撮影会『TREND GIRLS 撮影会 2024』に参加。「スポーティーなスタイル」と報道された。また9月15日には、『TREND GIRLS 撮影会 2024』内で行われた「TREND GIRLSファッションショー」に参加し、チアリーダースタイルでランウェイを歩いた。
同年10月14日、冠イベント『AIKAと愉快な仲間たち ～初回ゲストはティーパ女子ひびやん登場～』を東京・レフカダ新宿にて開催。
FANZA動画フロア2024年10月度月間AV女優ランキングで9位となる。

## 人物
公式プロフィールでは兵庫県出身。ただし、2022年5月1日配信のインタビューでは三重県出身、中学高校は栃木県。以降は東京・小岩在住だったと答えている。趣味はファッション、旅行。
5歳下の弟と6歳下の妹がいる。
デビュー時はギャル系であっても肌は白く、清楚系として売り出された。本人は無理があったと話している。
ギャル女優の代表格と言われることも多いものの、当人に自覚は薄く、2019年のインタビューでは「ただ好きなメイク、髪色、小物、服装を追い求めていたら、いつの間にかギャルと呼ばれるようになっていたんです」と述べている。学生時代は『Zipper』などを読む裏原宿系だったとのこと。
嗄れ声のため、酒に強いと思われがちだが、基本的にアルコールに弱く、差し入れで貰っても断ったうえで友人に譲渡している。ただしつまみ類は好き。
極楽とんぼ・加藤浩次、鬼越トマホーク・金ちゃんなどファンを公言する著名人も多い。
Sっ気や淫語に関しては他のAV作品の視聴など勉強により学んでおり、本来の気質ではない（前出の浜野いわく「気さくで優しいお姉さん」）。M男性が求めているのは「優しい痴女」「愛情ありきのS」であると分析しており、強い言葉を使っても、我慢できたことを褒めるなど飴と鞭を心掛けている。

## 作品

### アダルトビデオ
- ダマし撮りじぇねれーしょん 11 あいか（1月1日、プレステージ）
- ワリキリ、ハミ乳娘貸し切り。 13 あいか（1月13日、プレステージ）
- LOOK 撮られた女の報酬 あいか（2月8日、プレステージ）
- カップルの彼氏・彼女をムリヤリ入れ替え! 強制スワッピングゲーム!! 4（2月13日、はじめ企画）※「あき」名義
- 首都圏 淫交 05（2月23日、フルセイル）※「A」名義
- 地方で番組レポーターをしているアイドル候補生を撮影会と称して呼び出しハメ晒す!（2月23日、プレステージ）※「あいか」名義
- TOKYO25時 大都会不倫事情 Vol.01（3月8日、フルセイル）
- 街角ガールズ 「あなたのキス顔を見せて下さい」てなぐあいでナンパしちゃいました。 3（4月7日、SWITCH）
- 独男。20代。飯代持ちます。本日 宿泊可!! …ってスレ立てたら、このコらが来ました。 GIRL.12,13（4月20日、プレステージ）
- 口説き撮り 〜ドレスを脱がされた現役キャバ嬢〜（4月20日、プレステージ）
- 東京ギャル進化論 2.0（4月22日、BALTAN）
- 帰宅部少女 帰宅部（4月26日、ラマ）※「あいか」名義
- 美人姉妹の姉とエッチをしていたら近くで寝ていたはずの妹から湿った吐息が聞こえてきたので姉のあとに…（5月2日、DOC）
- 生姦×種付け×女子大生（5月2日、メガハーツ）※「香川さくら」名義
- 現役 ミスキャンパス通信 04（5月11日、フルセイル）
- イケ撮り3PIECE!!! 006 小倉もも 哀川りん AIKA（5月20日、プレステージ）
- ハジケル女子大生のいやらしい営み あいか（5月25日、オーロラプロジェクト・アネックス）
- JK援交 VOL.31 ガチ中出し（5月25日、サムシング）
- LOVE GAL FELLA 渋谷系ギャルフェラチオ（6月17日、セックスエージェント）
- GAL青姦 -青空の下で猛烈に絡み合う肉体- AIKA（7月19日、kira☆kira）
- 淫ラナ腰ツキ Vol.4 AIKA （7月25日、美）
- マシンガンギャル騎乗位（9月16日、セックスエージェント）
- 嫁の妹と○○しちゃった俺 3 JKバージョン（9月22日、AKNR）
- すぐに破れるコンドーム × AIKA（9月23日、EROTICA）
- カラダがムラムラしたら、我慢しないでヤっちゃってもいいでしょ!? エロ過ぎギャルハメ体験記 02（9月23日、ワンダフル）
- ヤバンギャルド BLACK GAL REVOLUTION AIKA（10月1日、ワンズファクトリー）
- ドリシャ!! AIKA（10月5日、ワープエンタテインメント）
- ギャルシャ!! AIKA（10月5日、ワープエンタテインメント）※数量限定生産版
- 逃亡中 浅乃ハルミ AIKA 真木今日子 桜花えり（10月6日、ATOM）
- KANSAI GAL 〜W関西ギャルズの上京物語〜 AIKA 眞木あずさ（10月19日、kira☆kira）
- 24/SEVENα 09（10月20日、ONE MORE）
- 絶対に手を出してはいけない相手が夜這いしてきた… さてどうする?（11月5日、AKNR）
- AIKA´S ROOM 3D AIKAの部屋（11月15日、ネクストイレブン）
- 舐めビッチ 制服ビッチのふしだら全身リップ（11月15日、ワープエンタテインメント）
- 蟲フェラ（11月18日、セックスエージェント）
- 同級生宅に突然 おじゃましま〜す!! Vol.4 AIKA（11月22日、プレステージ）
- INSTANT LOVE 36 GAL'S BE あいか（12月2日、クリスタル映像）
- DANDY公式コンプリートエディション DANDYワケあり仕事集 5（12月8日、DANDY）
- MAD GAME 4TH ～極上のカラダ編～ AIKA（12月13日、マッド）
- 名古屋で働くギャル社長 AIKA（12月13日、プレステージ）
- 尻コキマエストロ 悩殺ギャル尻摩擦集（12月16日、SEX Agent）
- お尻、すっごい! AIKA（12月19日、MARRION）
- 羞恥! 彼氏連れ素人娘をマシンバイブでこっそり攻めまくれ! 3 素人VSマシンバイブ 激安居酒屋にマジックミラー特設スタジオを設置 剛毛変態姉妹編（12月22日、サディスティックヴィレッジ）

- スク水H 33 ぷるぷる揺れるギャルボインをがぶっとモミモミしちゃいます♡（1月6日、クリスタル映像）
- バレないように彼女の親友とこっそりヤル! 6（1月19日、AKNR）
- パン線OLのピタパン尻コキ（1月20日、SEX Agent）
- 月刊口内射精 第二号（1月20日、SEX Agent）
- 超ギャル手コキスト 今すぐチ●ポコ握らせて（1月20日、SEX Agent）
- 超-下から目線 AIKA（2月1日、ワンズファクトリー）
- 箱型ヘルスで、まだ慣れていない新人ヘルス嬢たちを欲情させた勢いで素股から挿入してヤる!! Part.2（2月14日、ラハイナ東海）
- ヒップ大好きしょう太くんのHなイタズラ AIKA（2月16日、グローリークエスト）
- ももコキ（2月17日、SEX Agent）
- ふんどし女子校生15GALS ローリングフェラチオ未公開映像 4時間完全撮りおろし（2月19日、kira☆kira）
- 奥さん、整体マッサージの途中ですが、性感マッサージいかがですか? 2（2月21日、ラハイナ東海）
- クラブ帰りの酔っ払ったオンナ友達が終電なくなったから「今夜泊めて?」と部屋に来たらどうする!?（2月28日、ラハイナ東海）
- もしも、キャバクラで疲れてそうなキャバ嬢に癒しマッサージをするフリして性感マッサージをしても嫌がらなかったらどうなるか?（3月13日、ラハイナ東海）
- ヌル撮 オイルマッサージ アスリート娘とスポーツトレーナーの父（3月15日、グローリークエスト）
- 寸止め相互愛撫手コキが猛烈過ぎてもう堪らん。（3月16日、SEX Agent）
- DeeeepThroat 連続口内射精ギャルフェラ 1（4月20日、SEX Agent）
- 男性の悩み解決 短小ペニスをデカくするペニス増大合宿開校〜これを見れば貴方のペニスも増大間違いなし〜（5月10日、GARCON）
- フル勃起確実! 最高級ギャルのおもてなしスペシャルレストラン 哀川りん 立花樹里亜 AIKA つばさ芹那（5月25日、おかず。）
- 立川ガールズバー店員 Charisma GAL GET YOU! 07（5月25日、ワンダフル）
- ズボズボメッタ挿し!バイブオナニー!!（6月15日、ワンズファクトリー）
- 逆レイプ -変態男を犯す超肉感BODY- AIKA（6月19日、kira☆kira）
- Gyu! 真正中出しラブリーデート AIKA（6月30日、モブスターズ）
- 第1回ギャルソンAV企画グランプリノミネート作品 Eカップ以上巨乳ギャルが友達と一緒に喫茶店をOPEN!!どうしよう お客が来ない…そうだHなサービスをつけよう!!（7月5日、GARCON）
- もしも、巷で噂の回春素股で小股に過激な刺激を与え続けたら濡れ方が凄い風俗嬢はどうなるか?（7月10日、ラハイナ東海）
- 知人のチ○コでヨガる僕の妻 〜寝取られ願望のある僕は知人に「妻を抱いてくれ」と頼んでみた〜（8月1日、プレステージ）
- GAL社長すぎる極ハメSPECIAL Vol.2（8月1日、プレステージ）
- おしゃぶり予備校 35 AIKA（10月19日、映天）
- あしぬきギャル（10月19日、SEX Agent）
- アゲアゲ♂♀SEXパーティー ギャル大乱交special（10月26日、ボリューミー）
- ワキ舐め・ワキコキ・ワキ発射!（11月30日、MARRION）
- 実在した!! 女生徒が「射精」の実権を全て支配する射精管理学園 AIKA 美月優芽 水城りあ 相葉レイカ（12月6日、GARCON）
- 超ギャルブチギレ手コキ!! Vol.2 ～お前らってキレられながら手コかれて興奮してるとか、マジ変態じゃん!!～（12月6日、GARCON）
- 異様に気持ちいいち●こ弄りとま●こ弄り 〜相互愛撫手コキで快楽の坩堝へ〜（12月21日、SEX Agent）

- ツインギャルズ★ごっくんLIVE!!! 相葉レイカ AIKA（1月18日、ワープエンタテインメント）
- 真正中出しグラフィティFILE 第2集（1月31日、モブスターズ）
- 授業中に思わず勃起してしまったのをクラスの意地悪なギャル達に見つかってしまい性欲処理玩具にされてしまった僕!! 水城りあ AIKA 相葉レイカ 美月優芽（2月7日、GARCON）
- 無類のレギンスフェチ 2（2月21日、KEU）
- 無類のジーンズフェチ 2（4月25日、KEU）
- 絶対に手を出してはいけない相手を夜這いしちゃった俺 6（5月9日、AKNR）
- ロディオ・ギャルズ★ザーメン・パーティー in Tokyo 騎っかり腰ふり黒ギャルを真っ白に汚す素人汁 AIKA（5月17日、ドリームチケット）
- kira★kira SPECIAL 特命派遣★ギャル社員 〜オフィスに潜むS-BODY GALS〜 波多野結衣 愛乃なみ 北川エリカ AIKA（5月19日、kira☆kira）
- the GAL NAN（6月6日、グローリークエスト）
- 職場の喉奥シャブリスト（6月21日、ワープエンタテインメント）
- 128分間ノンストップ撮影、ノーカット編集で生中出し29連発に長時間お掃除フェラ!! AIKA（7月5日、映天）
- おしゃぶり予備校 41 AIKA（8月2日、映天）
- 短時間ぶっかけ AIKA（8月17日、FS Knights Visual）
- kira★kira STREET GAL & おやじっち 即尺ギャルのアナル舐めたくて学園 相葉レイカ AIKA 長谷川しずく （8月19日、kira☆kira）
- ギャルは顔舐めで愛を表現する Part.02（9月20日、ドリームチケット）
- ギャルカーウォッシュ 相葉レイカ AIKA 前田つかさ（11月7日、グローリークエスト）

- 可愛いバイトの呼び込み女子を中出しナンパ（1月10日、ホットエンターテイメント）
- MOODYZファン感謝祭 第2回 バコバコ中出しキャンプ2014 AV界No.1スケベ女優大集合スペシャル!（1月13日、MOODYZ）
- kira☆kira × D☆Collectionコラボ作品 黒ギャル逆ナンパ強制中出し野外FUCK☆BLACK GAL BEACH AIKA（3月19日、Kira☆Kira）
- 舐め殺し☆オヤジ狩り AIKA（5月9日、ワープエンタテインメント）
- 父に厳しく育てられた娘は女友達の誘いも断り、首締め折檻プレイで悦楽に酔い中出しされる。水原ひめか AIKA（7月24日、ヒビノ）
- 野性の王国 特別編 アフリカ原住民と生中出しをヤる AIKA（8月1日、DANDY）
- うちのギャル姉妹4人と1日で40回も子作り 涼風ことの 上城りおな AIKA 澄川ロア（8月1日、ZUKKON/BAKKON）
- 睨まれレイプ ギャル編 ～生意気ギャルと強制性交～（8月1日、MOODYZ）
- 健全な交尾運動が肉体と精神を救う! 女は日々のストレス発散と運動不足を解消するためにセックスに没頭する!（10月9日、Mr.michiru）
- 雄二ゴメスloves AIKA（11月1日、プラム）
- AIKAスペシャル8時間 -高画質- 特別編（11月19日、kira☆kira）※単体ベスト
- 仕事のミスに付け込んで、凹んでる女子社員を慰めるふりして中出し!平謝りしているときの90度に突き出したお尻に触りたくて…（12月6日、Mr.michiru）
- 渋谷で超人気! 悶絶オイルマッサージ店 (MIAD-735)（12月13日、MOODYZ）
- kira★kira8周年 × 美6周年スペシャルコラボ企画 -白衣の大量ナマ中出しギャルナース研修生孕ませ病棟24時- 4時間スペシャル 水谷心音 川村まや 涼風ことの AIKA Maika（12月19日、kira☆kira）
- うちの妻にかぎって…「もぅ…バレちゃうってば…」涙目になりながら、か細い声でそう言うと、僕の妻は他の男にカラダを許した【寝取られ】人妻中出し【NTR】6（12月25日、ビッグモーカル）

- スカートめくりしたらなんとノーパンだった!! そのまま中出しファック（1月1日、藪スタイル）
- 黒ギャル野外凌辱 AIKA（1月7日、山と空/妄想族）
- 黒ギャルビッチな射精管理 2 上原花恋 AIKA（3月5日、ROCKET）
- ギャルとおじさんのイキまくり中出し共同生活 AIKA（4月7日、PREMIUM）
- どっちが本物の痴女なのか!? AIKA VS 波多野結衣 ガチンコ男イカセ対決!（4月7日、Be Free）
- 子宮レンタル女子校生 僕の彼女は誰とでも中出しセックスをするッ!! AIKA（6月13日、MOODYZ）
- 隣のギャルママ AIKA（6月19日、GALDQN/妄想族）
- 淫乱素人見つけました 押しに弱いパイパン日焼けギャルは性欲MAX中出しOK 花菜24歳（6月19日、乱丸）
- 理性の吹き飛んだ褐色娘と中出し性交 AIKA（7月1日、MOODYZ）
- AIKAの凄テクを我慢できれば生★中出しSEX!（7月1日、ワンズファクトリー）
- 褐色の肌に煌めく汗と愛液。AIKA（7月1日、TEPPAN）
- 僕、専属 黒ギャル家政婦ちゃん AIKA（8月1日、MOODYZ）
- 誘惑おま○こ AIKA（8月7日、PREMIUM）
- 職場の先輩が全員ガテン系すぎたから子作り 夏目優希 AIKA 北川エリカ 奥菜アンナ（9月1日、ZUKKON/BAKKON）
- kira★kira SPECIAL 褐色日焼けぶっトび娘vs変態淫語お姉さん 性交依存症大乱交祭り 蓮実クレア AIKA 早坂リア 宮下華奈 逢月はるな 柏木胡桃 仁奈るあ 桂希ゆに 渋谷美希 若菜みなみ 仁美まどか 保坂えり（9月1日、kira☆kira）※「AV OPEN 2015」 企画部門エントリー作品
- 100人×中出し2015 絶対に濡れてはイケない孕ませ学校（9月1日、本中）※「AV OPEN 2015」エントリー作品
- 【限定共演】MOODYZファン感謝祭バコバコバスツアー2015  1泊2日でイクッ! 夢の大乱交AVオールスターズ! JULIA 波多野結衣 かすみ果穂 吉川あいみ なごみ 香山美桜 蓮実クレア 水野朝陽 川上ゆう さとう愛理 神ユキ 早川瀬里奈 南梨央奈 桜木優希音 涼川絢音 AIKA（9月4日、MOODYZ）※「AV OPEN 2015」総合部門グランプリ獲得作品
- 相性良すぎてイカされまくる黒ギャル先生×童貞デカチン AIKA（9月7日、PREMIUM）
- ボンデージガール 中出し絶頂痙攣SEX AIKA（9月7日、BeFree）
- ヤンキー捜査官 AIKA（9月13日、MOODYZ）
- 素敵なカノジョ AIKA 小麦色ギャルの制服ハメ撮り スク水野外せっくす♡（9月13日、BACK DROP）
- 1日に200回イク女 AIKA（10月1日、ワンズファクトリー）
- くぱぁ～おま○こ見てぇ～ アナルも全開!! 自画撮りオナニー（10月15日、プリモ）
- 快楽で思考をブッ飛ばすわがまま中出しお姉さん AIKA（10月25日、美）
- 壁にはまって出れない!! AIKA（10月25日、本中）
- AIKA & なんともJAPANが行く! 仲良しカップルをナンパして彼氏をグイグイ誘惑! 彼女の目の前で寝取ってハメちゃいました!!（10月25日、ナンパJAPAN）
- 日焼けギャルが中出しを受け入れる濃厚オヤジのねっとりSEX AIKA（11月1日、ワンズファクトリー）
- 媚薬! 発情! 中出し! 野外フェス!! ～サンオイルに仕込まれた媚薬が効きすぎちゃって! 見つけたチ●ポは中に出すまで離さない!!～  AIKA ERIKA 一条リオン 松本メイ 藤本紫媛（11月2日、DOC）
- Gals★santa 夜這いする小悪魔 AIKA（11月6日、ドリームチケット）
- 中出しお義姉さんの誘惑～艶やかな黒肌で誘う兄嫁～ AIKA（11月7日、PREMIUM）
- 生意気黒ギャル 鉄管拘束中出し奴隷 AIKA（11月13、MOODYZ）
- 世界で一番活発なお尻 AIKA（11月19日、kira☆kira）
- AIKAスペシャル8時間-高画質-特別編（11月19日、Kira☆Kira）※単体ベスト
- 出会って速攻、女優の方から襲いかかる生中出しSEX AIKA（11月25日、ダスッ!）
- ビキニナイト2015 媚薬泡パーティー 潜入!! 泡に隠れて生ハメ中出ししても超ヤバい勢いで盛り上がるギャルたち! AIKA 今井キキ 桜ちなみ 美月優芽（11月25日、本中）
- 信じられないほど精子のふえるチ○ポ限界寸止め焦らし性交 AIKA（12月1日、ワンズファクトリー）
- 女が男を本能のままに求めるノンストップノーカット性交。 AIKA（12月1日、TEPPAN）
- M男クンの実家の鍵、貸します。AIKA（12月4日、ワープエンタテインメント）
- 究極のTバックMANIAX AIKA（12月7日、PREMIUM）
- 超高級中出し専門ソープ AIKA（12月13日、MOODYZ）
- ドスケベビッチギャルと子作りオフ会 AIKA（12月13日、Redcat）
- ギャルが集団で施術してくれる南国アゲアゲ中出しメンズエステ AIKA 早坂リア 宮下華奈 柏木胡桃（12月19日、kira☆kira）
- kira☆kira BEST AIKA Kira☆Kira出演作3年分 全部入りベスト!!（12月19日、kira☆kira）※単体ベスト
- 美6周年 × kira☆kira8周年スペシャルコラボ企画 - 患者を襲う美巨乳極痴女ナース孕ませ病棟24時 4時間スペシャル（12月25日、美）

- 騎乗位お姉さんの暴発確定中出しSEX AIKA（1月1日、ワンズファクトリー）
- 唾液がねっとり絡みつく濃密吸引フェラチオサロン AIKA（1月1日、Fitch）
- ド変態ツアー2016新春 ガングロエロボディーのAIKAが本能のままにヤリ放題!（1月1日、h.m.p）
- TEPPAN未収録 滑らかで激しい極上手こき（1月1日、TEPPAN）
- 二人きり→即セックス! ヤリたい盛りの発情姉弟 AIKA（1月7日、PREMIUM）
- AIKAの素人宅夜這い訪問（1月7日、BeFree）
- 親父の女 AIKA（1月7日、マドンナ）
- ガキだと思ってナメていたら…ビッチな黒ギャルおねえさんが少年チ○ポに目覚めてショタコン化! AIKA（1月8日、DEEP'S）
- あなたが仕事で留守の間、私はご主人様に緊縛調教されています… AIKA（1月13日、溜池ゴロー）
- 貞操逆転世界 AIKA 乙葉ななせ（1月13日、MOODYZ）
- 夫婦で挑戦! 夫がAIKAの凄テクを20分我慢できたら賞金! イカされちゃったら妻が寝取られ中出しSEX!!（1月13日、はじめ企画）
- 死んでも妊娠したくないギャルvs絶対に孕ませたいおじさん一同 kira☆kira 危険日中出しファン感謝祭2016 AIKA（1月19日、Kira☆Kira）
- ビッグバンローター! 俺だけに見せるむっちゃ可愛いイキ顔「やだぁ! 恥ずかしいケド、中でまたイッちゃうよー」黒ギャル♡痙攣潮吹きアクメデート! AIKA（1月21日、サディスティックヴィレッジ）
- 生意気黒ギャル女子校生 種付けプレスで妊娠確定!! AIKA（1月25日、本中）
- 黒ギャルを連続寸止め! 挿入懇願オヤジ性交 AIKA（2月1日、MOODYZ）
- ポルチオ覚醒 感度10倍究極のオルガズム AIKA（2月1日、ワンズファクトリー）
- 7日間ずっと僕を誘惑し続ける濡れ透けお姉さん AIKA（2月1日、Fitch）
- フェロモン淫尻 AIKA（2月6日、AKNR）
- 痴女ギャル風俗プレミアム 5 AIKA（2月7日、PREMIUM）
- 褐色デカ尻FUCK ぶっかけ真性中出し AIKA（2月13日、MOODYZ）
- 人気ギャル女優E-BODY光臨! 理性ぐちゃぐちゃ絶叫トランス性交（2月13日、E-BODY）
- ギャルママが隣りに越して来たっ!! AIKA（2月13日、溜池ゴロー）
- 卑猥な匂い漂う 黒ギャルAIKAの中出しグイ込みビキニ（2月13日、AVS collector’s）
- 中出しマ○コ、くぱぁ。AIKA（2月16日、MAXING）
- ギャルの弱☆点、子宮の入りぐちぃ AIKA（2月19日、kira☆kira）
- ボクを教育してくれる中出し好き先輩ギャルOL3人組!! AIKA 上原花恋 神ユキ（2月19日、kira☆kira）
- AIKAのMスイッチ（2月25日、えむっ娘ラボ）
- ラッキー射精メンズエステ AIKA（2月25日、痴女ヘブン）
- 1泊2日、黒ギャル貸切り中出し温泉。 AIKA（2月25日、本中）
- ランジェリーナ AIKA（3月1日、ワンズファクトリー）
- AIKA 媚薬堕ち 悶絶 × 絶頂 × 気絶 × 絶壊（3月2日、フルセイル）
- 粘膜カラませベロキスセックス AIKA（3月7日、PREMIUM）
- 寸止め焦らしで理性崩壊 AIKAのヤリたい放題痴女（3月7日、BeFree）
- AIKAと本物素人が行く 筆おろし童貞卒業バスツアー!!（3月13日、MOODYZ）
- むちむちタイトミニと極エロS字ライン 2 AIKA（3月13日、アロマ企画）
- リクルートギャル痴漢（3月17日、ナチュラルハイ）
- 引き締まりボディ発情し過ぎインストラクター AIKA（3月19日、kira☆kira）
- 教え子の優良チ○ポに屈したギャル先生 AIKA（3月19日、OPPAI）
- 天海 VS AIKA 実録! キャバクラドキュメント 4Days キャバ嬢達の枕営業の実態を4日間盗撮取材! 天海つばさ AIKA（3月19日、アイデアポケット）
- 痴女と同棲24時間中出し AIKA（3月25日、痴女ヘブン）
- 性格カワイイAIKAの気持ち良すぎる腰振りだいしゅき騎乗位ホールドで本能剥き出し生中出しセックチュ（3月25日、ダスッ!）
- すんごい乳首責めで中出しを誘う連続膣搾り痴女ギャル AIKA（3月25日、本中）
- 痴女と同棲24時間中出し AIKA（3月25日、痴女ヘブン）
- 暴発寸前! 卑猥な黒肌で男を責めるメガネギャルAIKAの寸止め焦らしテクニック（3月25日、AVS collector’s）
- 10発中出しするまで勃起させちゃうお姉様SEXテクニック AIKA（4月1日、ワンズファクトリー）
- うちの真面目な妹達が親戚のギャルに感化されよったから子作り AIKA 宮崎あや 広瀬うみ 跡美しゅり 早川瑞希（4月1日、ZUKKON/BAKKON）
- 日サロで働く生意気ギャル店員がバイトをサボって勝手に日焼け三昧! お仕置きとしてサンオイルに媚薬を混入したら何でも言いなりの従順ビッチに!（4月1日、MOODYZ）
- AIKA 8時間（4月1日、ワンズファクトリー）※単体ベスト
- どっちが本物の痴女なのか!? AIKA VS 波多野結衣 ガチンコ男イカセ対決!（4月7日、BeFree）
- スローなハンドテクでもの凄い射精、フル勃起エステサロン AIKA（4月13日、MOODYZ）
- ボクの彼女は男のモッコリ股間を見ると即発情! 目の前で即SEX! オマ●コにチ●ポを入れながら誘惑してくるヤリマン巨乳黒ギャルです。AIKA（4月13日、E-BODY）
- 淫語中出しガンガン腰振り騎乗位 AIKA（4月19日、Kira☆Kira）
- 淫乱ギャルの援交オヤジ更生寸止め焦らし中出し AIKA（4月19日、乱丸）
- 時間無制限! 発射無制限! M男専用超高級中出し淫語ソープ AIKA（4月25日、痴女ヘブン）
- 中出し即ポイ捨て黒ギャル童貞狩り AIKA（4月25日、本中）
- 1日10回射精しても止まらないオーガズムSEX 真性中出しVer. AIKA（5月1日、MOODYZ）
- 射精大好きマサオ君と欲求不満お姉ちゃんのHなお留守番 5 AIKA（5月1日、ワンズファクトリー）
- 子宮が疼く女教師が連続中出しさせてくれる強制勃起テクニック AIKA（5月1日、Fitch）
- 姫ギャル リピート率100%プロフェッショナルな出張黒ギャルソープ嬢AIKA!（5月6日、h.m.p）
- 気持ちイイチ○ポは自分でつくる カタいの大好き 焦らして寸止め欲しがりギャル AIKA（5月7日、PREMIUM）
- 二人で一人を責め続ける究極のW痴女お姉さん AIKA 水野朝陽（5月7日、BeFree）
- エンドレスセックス AIKA（5月10日、プレステージ）
- 知らなければよかった、夫の連れ子が巨根だったなんて…。AIKA（5月13、溜池ゴロー）
- 先生、学校でしようよ! 2学期 女子校の先生になって、個性豊かな女生徒たちとHな個人授業! AIKA なつめ愛莉 涼川絢音 尾上若葉（5月13日、無垢）
- サービスでどんどんプレイが過激になっちゃう!! パイパン中出し黒ギャルソープ嬢 AIKA（5月19日、Kira☆Kira）
- 触手堕ち! 異種孕ませ快楽漬けFUCK AIKA（5月19日、エムズビデオグループ）
- 絶対妊娠! ガン反り生チ○ポで孕ませ中出しSEX! AIKA（5月25日、本中）
- 俺に一途で可愛い彼女が親父に寝取られ種付けプレスされていた AIKA（5月25日、ダスッ!）
- ヤンキーシスター AIKA（5月27日、Eドラ!）
- スレンダー黒ギャル中出し乱交 AIKA（6月1日、MOODYZ）
- 癒らし。WANZ FACTORY Ver. AIKA（6月1日、ワンズファクトリー）
- 裸族がホームステイでやってきた!から子作り AIKA 松本メイ サリー（6月1日、ZUKKON/BAKKON）
- AIKAの全力やで!! ギャルギャル20本番ベスト（6月1日、MOODYZ）※単体ベスト
- 中出しパイパン援交ギャル AIKA25歳 ザーメンフェチ精飲癖の女（6月3日、h.m.p）
- 放尿、潮吹き、大失禁。AIKA（6月7日、PREMIUM）
- 踏みにじられた貞操 AIKA（6月7日、マドンナ）
- ぶっかけ中出しバスツアー ファン感謝祭!とダマしたAIKAをガチレイプ（6月9日、サディスティックヴィレッジ）
- 校内ショタ狩り 童貞手ほどき変態先生 AIKA（6月19日、kira☆kira）
- スペンス乳腺開発クリニック AIKA（6月19日、OPPAI）
- 痴漢を邪魔する正義感のある強気なギャルJKを泣くまでイカセろ!! 3（6月23日、ナチュラルハイ）
- 渋谷発 見るからにヤリマンビッチな黒ギャルばかりを狙った痴漢マッサージで使い込んだドス黒マ●コからヌルテカ汁が出てきたら条件反射で股を開いた!?（6月24日、UMANAMI）
- 童貞とヤリチンが入れ替わり! 生意気黒ギャル彼女を寝取って中出し!! AIKA （6月25日、本中）
- 居酒屋でバイトするAIKAちゃんは、セクハラされまくりのミニスカパンストギャル（6月25日、AVS collector’s）
- 巨乳黒ギャルの高速騎乗位中出しが超ヤバい☆ AIKA（7月1日、MOODYZ）
- 声の出せない場所で弟の彼女に静かに誘惑される痴女FUCK AIKA（7月1日、Fitch）
- AIKAの凄テクを我慢できれば生★中出しSEX! リベンジ!（7月1日、ワンズファクトリー）
- 寸止め黒ギャル痴女 お願いします、オ○○コの中で射精させて!（7月1日、h.m.p）
- 無垢なち○ちんにイタズラしたい ショタ好き黒ギャル女子校生 AIKA（7月7日、PREMIUM）
- レイプが合法になった世界 4 ～公衆の面前でチ○ポ挿れっぱなし!犯りたいと思った瞬間に即ハメ! 白昼堂々強制子作り!!～（7月7日、DEEP'S）
- AIKA BEST 01 アイカ ～AV最強の黒ギャルビッチ～ ベスト4時間（7月7日、桃太郎映像出版）※単体ベスト
- 褐色なビッチ姫 AIKA（7月8日、LEO）
- 彼女のお姉さんは巨乳と中出しOKで僕を誘惑 AIKA（7月19日、OPPAI）
- ウチ、今までで一番凄いイキかたしたいよ。AIKA（7月19日、Kira☆Kira）
- AIKAのプライベートに潜入! 生ハメ中出しセックスして最後に告白☆ガチカップルになれたら100万円!!（7月25日、本中）
- AIKA Steel Hold Premium（8月1日、TEPPAN）
- 突入セヨ!! 杉並区に存在する謎のセックス教団 乙葉ななせ AIKA 佳苗るか 広瀬奈々美（8月1日、ZUKKON/BAKKON）
- 炊事・洗濯・性欲処理 10人息子と連続SEX朝生活 絶倫マセガキvsギャルママ編 AIKA（8月6日、SODクリエイト）
- 欲求不満の解消は、たくましいチ○ポの夫の部下と… AIKA（8月7日、PREMIUM）
- AIKA 470分 SPECIAL（8月7日、BeFree）※単体ベスト
- 本番なしのマットヘルスに行って出てきたのは隣家の高慢な美人妻。弱みを握った僕は本番も中出しも強要! 店外でも言いなりの性奴隷にした AIKA（8月13日、溜池ゴロー）
- ダンスの動きですんごい腰うねり性交 AIKA（8月19日、kira☆kira）
- 人妻事務員痴漢電車～猥褻羞恥に濡れる淫猥通勤～ AIKA（8月25日、マドンナ）
- 痴女ギャル界の奇跡 AIKA 8時間（8月25日、痴女ヘブン）※単体ベスト
- 娘のお友達と子供を作るので私、母親辞めます。 AIKA（9月1日、ワンズファクトリー）
- 猥褻RQ ～パイパンギャルの卑猥な黒肌～ AIKA（9月1日、AVS Collector's）※「AV OPEN 2016」マニア・フェチ部門 エントリー作品
- kawaii*10周年SPECIAL企画 夢の共演Wパイパン中出し 鈴木心春 AIKA（9月1日、kawaii*）※「AV OPEN 2016」企画部門 エントリー作品
- うちのギャル姉妹4人がハチャメチャすぎたから子作り 丸山れおな AIKA 藤本紫媛 橘咲良（9月1日、ZUKKON/BAKKON)
- 上品 VS やんちゃ ふたつの家族がエロすぎたからおもくそ子作り 佐々木あき AIKA 篠田あゆみ 吹石れな あべみかこ 北川エリカ 波多野結衣 澁谷果歩 夏目優希 土屋あさみ（9月1日、ZUKKON/BAKKON）※「AV OPEN 2016」企画部門 エントリー作品
- 絶品ギャル vs デカチン・絶倫チン・潮チン・ショタチン ち○ちん持ち寄り大乱交祭り AIKA ERIKA 桜ちなみ 上原花恋 吹石れな（9月1日、Kira☆Kira）※「AV OPEN 2016」企画部門 エントリー作品
- タマらなく性交したくなる淫口 AIKA（9月2日、ワープエンタテインメント）
- ギャル式じゅぼじゅぼのど穴肉棒しゃぶり AIKA（9月19日、Kira☆Kira）
- AIKA3年分の本物中出し24発ベスト!!（9月25日、本中）※単体ベスト
- 朝から晩まで中出しセックス 24 AIKA（10月6日、アイエナジー）
- AIKAベスト 4時間（10月7日、h.m.p）※単体ベスト
- パンスト貫通するほどモノ凄い勃起をさせちゃった痴女OL AIKA（10月7日、PREMIUM）
- 淫語痴女 AIKA（10月19日、ドグマ）
- Professional Dancer 速水ライリ × AV最強GAL Dancer AIKA 夢の共演 超絶腰振りで童貞チ○ポを激しく筆下ろし!!（10月20日、SODクリエイト）
- フル勃起チ○ポを見るとカワいそうやから。コンドームを外してくれるJKリフレ AIKA（10月25日、Kira☆Kira）
- 絶頂体位開発 一番キモチ良い体位で中出し性交 AIKA（11月1日、ワンズファクトリー）
- ブラックハイレッグ ネオ AIKA（11月1日、ミル）
- お姉ちゃんのリアル性教育 AIKA（11月3日、グローリークエスト）
- 尻 (ケツ) ビッチ!! AIKA（11月4日、ドリームチケット）
- ワテにまかせてやっ お悩み解決!! AIKA式射精テクニック!! & 中出しクリニック!!（11月4日、h.m.p）
- 鬼“きばく”縛 4 AIKA（11月18日、MAD）
- 時間停止で孕ませ三昧 黒ギャルのプライベート潜入強制中出し!! AIKA（11月19日、エムズビデオグループ）
- 淫語かたりかけ自画撮りぐちゅぐちゅ連続絶頂指オナニー（11月23日、アイエナジー）
- アカン! アカン! お漏らしできない状況のギャル、強制失禁 トドメに中出し! AIKA （11月25日、Kira☆Kira)
- 水着GALにモテまくるボク 絢森いちか AIKA 青葉優香（11月25日、BAZOOKA）
- 鉄板complete 演技演出無しにありのまま乱れる汗だくAIKA BEST（12月1日、TEPPAN）※単体ベスト
- こんなAIKAが見たかった! いちゃラブ中出し同棲生活（12月2日、h.m.p）
- ヤンキー娘のマジ性教育 AIKA（12月9日、Million）
- 童貞君をギャルお姉さん達が家庭教師してあげる2泊3日筆おろし合宿 AIKA MIRANO 長谷川夏樹 丸山れおな（12月9日、BAZOOKA）
- もう一度シてしまったら、きっと私は抜け出せない… AIKA（12月13日、PREMIUM）
- 近所の浪人生に寝取られたギャル嫁 AIKA（12月15日、グローリークエスト）
- 熱帯夜 AIKA（12月19日、溜池ゴロー）
- AIKA 強制妊娠計画（12月25日、Kira☆Kira）
- ビキニ日焼け跡の残る黒ギャル中出し性交 AIKA あおいれな 舞川セナ 水谷心音（12月23日、TMA）

- 学校サボって1日10人のオヤジと中出しSEXしまくるイクイク援交W黒ギャル娘。AIKA 丸山れおな（1月1日、本中）
- パンスト妄想脚スペシャル（1月1日、ミル）
- 中出し10連発 AIKA（1月13日、Million)
- 勃起が止まらない全裸居酒屋の過激サービス 波多野結衣 AIKA 大槻ひびき 推川ゆうり（1月13日、BAZOOKA）
- バレたら終わりの極限羞恥!! 生意気ギャルAIKAは恥ずかしがるのか!?（1月19日、Kira☆Kira)
- 今日は家にAIKAと二人きり…。正常位で乳首舐めながらエッチしたり、オナニーを見せてくれたり手コキしてくれたり、中出しもさせてくれちゃいました。（1月25日、無垢）
- GAL妻の秘密なアルバイト 人気NO.1凄テク回春エステサロン AIKA（1月27日、人妻花園劇場）
- バレたら終わりの極限羞恥!! 生意気ギャルAIKAは恥ずかしがるのか!?（2月1日、kira☆kira）
- ギャル姉社長とハーレムオフィス SEXは業務に含みますか? AIKA 吹石れな 北川エリカ はるのるみ 椎名そら（2月1日、kira☆kira）
- 潜入捜査官 AIKA（2月10日、Million）
- 黒ギャル媚薬拘束潮吹きイカセ AIKA（2月10日、REAL）
- 風俗最前線!! 今、巷で話題のAV女優に会えて遊べて、生中出しSEXまで教えてもらえるAV男優養成コースに潜入!!（2月10日、BAZOOKA）
- AIKA PREMIUM BEST 8時間（2月13日、PREMIUM）※単体ベスト
- あなたがいない間に義父にレ×プされました… AIKA（2月25日、溜池ゴロー）
- 地元で有名なカリスマ黒ギャルが僕を守る為DQNな先輩に喧嘩を売ったら寝取られていた AIKA（3月7日、ダスッ!）[25][26]
- 欲求不満な団地妻と孕ませオヤジの汗だく濃厚中出し不倫 AIKA（4月13日、溜池ゴロー）
- 素人ユーザー参加企画 SODstar市川まさみとイクッ! AVの聖地で夢の男優体験が出来る 有名ロケ地バスツアー! feat.尾上若葉・倉多まお・AIKA（3月18日、SODクリエイト）
- Twit○erで募集したファンの要望を撮影してみた 5 AIKA（4月25日、セレブの友）
- 緊縛令嬢 AIKA（5月12日、Million）
- 感じすぎていっぱいおもらしごめんなさい…4 AIKA（5月13日、セレブの友）
- 官能小説 息子の嫁 ～ギャル妻、淫靡な秘密～ AIKA（5月25日、MAX-A）
- 最初で最期のレズ解禁!! AIKA 大槻ひびき 波多野結衣（5月25日、ビビアン）
- 姉中出し近親相姦（5月26日、TMA）
- 殿堂! スーパーアイドル4時間 AIKA（6月9日、Million）※単体ベスト
- 汚された花嫁 AIKA（6月13日、セレブの友）
- 黒ギャル未亡人 夫の遺影の前で叔父の性処理させられる純愛妻 AIKA（6月25日、h.m.p）
- AIKA100% 全部のせベスト（6月30日、ドリームチケット）※単体ベスト
- セレビッチ! ～誘惑の完全着衣～ AIKA（6月26日、AVS Collector's）
- 金粉奴隷ギャル AIKA（7月19日、ゴールドバグ/妄想族）
- ちいさくなってしまい、ギャルたちのオモチャにされたボク AIKA MIRANO 月嶋あかり（7月20日、SODクリエイト）
- 帰省したヤリマン3姉妹に絶倫チ●ポをしごかれ続けるご近所中出し物語 大槻ひびき AIKA 葉月七瀬（8月11日、Million）
- 接吻プロレス AIKA（9月1日、ワープエンタテインメント）
- ママね… あなたのクラスの達也様に飼われているの…。 AIKA（9月13日、MARX）
- ドS仕置き人AIKA ハードサディスティックinサキュバス～残酷なほど凄まじい超攻撃的SEX～（9月25日、MAX-A）
- ランジェリーオナニー (AVSA-045)（10月13日、AVS collector’s）
- パーソナルトレーナーがスパルタ! エロすぎたから子作り 水野朝陽 AIKA 葉月七瀬 吉川あいみ（11月13日、ZUKKON/BAKKON）
- SODロマンス × フランス書院  したがり若未亡人 AIKA 大槻ひびき（11月16日、SODクリエイト）
- AIKAの世界（11月25日、AVS collector’s）※単体ベスト
- 黒ギャルAIKAがキミの田舎で中出しファン感謝祭!!（12月1日、kira☆kira）
- キターー!!! テンションギガ盛りMAX!!!! パリピギャルばかりのあわあわギャルソープ AIKA 桜井叶乃 なつめ愛莉 一ノ瀬恋（12月8日、BAZOOKA）
- SODファン大感謝祭! 歴代専属女優大集合! SODstar2名含む超豪華超人気女優16名と一般募集素人ファンによる夢の大乱交! 1泊2日! 総発射数72発 射精無制限ぜつりんバスツアー2（※素人男性18名参加）古川いおり 桐谷まつり なごみ 佐々木あき 高木千里 浜崎真緒 五十嵐潤 AIKA 蓮実クレア 涼海みさ（12月21日、SODクリエイト）

- SODファン大感謝祭! 裏ぜつりんバスツアー 2 私たちを絶頂させたら敗者復活させてあげる♪ 業界随一の敏感M娘 小谷みのり 永井みひなをイカせまくれ! & 本編出演超豪華女優14名の主観Wフェラ×7コーナーも収録! (※素人男性18名参加)（1月11日、SODクリエイト）※AIKAは主観フェラコーナーに出演。
- 「俺を酔わせてどうするの?」（1月11日、GIRL'S CH）※女性向け作品
- 本当の本番行為よりもヤラしい脳内直撃のエロ過ぎる自慰 妄想のSEXをしながら淫語オナニー（1月12日、バミューダ）
- ツンデレ × 敬語カノジョ ～普段は高圧的な態度なのに、SEX中はドMで敬語を使う彼女との濃密プレイタイム～（1月26日、BAZOOKA）
- 夢でいつも同じギャル達にいじめられるマゾ男 AIKA 佳苗るか（2月10日、ミストレスランド）
- AIKAとイチャLOVE中出しデート（2月25日、MAX-A）
- 聖水痴女ハーレム AIKA 波多野結衣（3月1日、MOODYZ）
- 人気AV女優を勝手に盗撮 ギャル女優AIKAをナンパしてお持ち帰り。悪徳整体師に猥褻マッサージされて、相席居酒屋でトラップ仕掛けて本人に無許可で中出しまでした一部始終。（4月1日、変態紳士倶楽部）
- えむさん限定オフパコ撮影会。有名ドS黒ギャルコスプレイヤー AIKA（4月7日、ダスッ!）
- 30本のチ○ポに無制限射精させまくり生中出し大乱交 AIKA（4月7日、本中）
- ヤンキーだけど乳首弱いんだけどオラ AIKA（4月19日、kira☆kira）
- クレーム対応に来たのは、まさかの虐めっ子だった同級生! 立場が完全逆転でここぞとばかりにエッチな復讐を決行! マ○コを広げさせ、生ハメしたら悔し涙を浮かべてたけど中出ししてやりました! 3（5月10日、アイエナジー）
- 本当にあった濡れる話 ～いけない関係編～（5月10日、GIRL'S CH）※女性向け作品
- 本当にあった濡れる話 ～ねじれた関係編～（5月10日、GIRL'S CH）※女性向け作品
- 黒尻高速スパイダー騎乗位 AIKA（8月1日、MOODYZ）
- 美っ痴魔女 AIKAベスト（8月3日、ワープエンタテインメント）※単体ベスト
- 凸凹Night School（8月9日、SILK LABO）※女性向け作品。
- 都内某所にある全裸マンション（女性専用）の管理人になった僕。 AIKA 大槻ひびき（8月15日、ピーターズMAX）
- W痴女チ○ポとアナルしゃぶり舐めハーレム追撃ジュボレロ連射!! AIKA 桐嶋りの（9月1日、MOODYZ）
- 金持ちの資産家オヤジが参加デキるイっても止めない腰振り騎乗位追撃中出し乱交パーティー AIKA（9月19日、kira☆kira）
- 俺の友達全員集めて強制腰振らせ騎乗位輪姦で隣人ギャルを孕ませた。 AIKA（9月25日、本中）
- おっぱいチュパチュパ授乳シチュエーションSEX  AIKA（9月25日、MAX-A）
- 異世界ファンタジー褐色美女と連続中出し性交 AIKA 蓮実クレア 石川祐奈（9月28日、TMA）
- ハーレムASMRスペシャル!! 波多野結衣 大槻ひびき AIKA あべみかこ（10月15日、ピーターズMAX）
- AV界No.1黒GAL AIKA54本番8時間コンプリートBEST（10月19日、kira☆kira）※単体ベスト
- 大槻ひびき10周年記念 ガチ友達全員でハメて咥えてイキまくれ!! ぶっかけ中出しごっくん大乱交ファン感謝祭180分スペシャル!! 後編 大槻ひびき 波多野結衣 佳苗るか AIKA（10月25日、本中）
- 出しても出しても出しても終われない…  限界超え連続射精させられ性交 AIKA（11月13日、MOODYZ）
- 泡姫桃源郷 絶対生中出し出来るご奉仕ソープ嬢 AIKA（11月25日、MAX-A）
- 引退×中出し るーたんと最後にみんなで青春するぞスペシャル!!! 佳苗るか AIKA 大槻ひびき 波多野結衣 葉月七瀬（11月25日、本中）

- ドラレコ泥酔痴漢 車載カメラが捉えた密室レ×プの一部始終…（1月1日、MOODYZ）
- ぬるぬるオイル誘惑セールスレディ AIKA（1月13日、MOODYZ）
- 強気な姉に早漏化オイルマッサージを試してみた。 AIKA（2月1日、MOODYZ）
- 死ぬほど嫌いなオヤジ相手にねっちょり舌を絡ませるベロキス中毒ギャル AIKA（2月13日、MOODYZ）
- ウチの弟マジでデカイんだけど見にこない? 美谷朱里 AIKA 深田結梨（2月13日、MOODYZ）
- 絶対領域痴女ハーレム2 美脚に挟まれ身動きできず何度も中出しされちゃう!! 蓮実クレア 桐嶋りの AIKA 佐々木あき（2月25日、痴女ヘブン）
- 「もう中出ししてるってばぁ!」お口とマ○コで精子搾り取り! 追撃PtoMセックス AIKA（3月1日、ワンズファクトリー）
- 超ガン見フェラ 4 ～イキ顔 + 潤んだ瞳でジっと見つめ合い、白濁液尽きるその時までその目を離さない～（3月1日、SEX Agent/妄想族）
- ギャルの追撃腰振りがすごすぎる! おチ○ポこねくり騎乗位ソープ AIKA（3月7日、PREMIUM）
- 東京ギャル進化論 2.0からのアップデート AIKA（3月8日、BALTAN）
- 催眠洗脳された媚肉雌は嫌がりながらも淫乱ビッチになっていた AIKA 篠田ゆう（3月25日、ダスッ!）
- 隣の美人妻 泥酔し部屋を間違え「ただいま～!」 AIKA（4月1日、プラネットプラス）
- 監禁! 拷問! 調教! 絶叫! 絶頂! 強制絶頂絶叫拷問調教 無惨エリート麻薬捜査官 完墜する鍛え抜かれた肉体 AIKA（5月25日、AVS collector’s）
- 膣壁が嫉妬するパンストの使い方。～パンストに包まれ、パンストに出す、パンストの新しい在り方～（5月25日、SEX Agent/妄想族）
- 媚薬拘束オイルマッサージ 生意気ギャルを監禁鬼イカせBDSM  AIKA（6月1日、MOODYZ）
- もしも…「AIKA」が○○だったら…。（6月1日、プラネットプラス/七狗留）
- 種付け代行をこっそりと旦那の弟に頼む 孕みたがり中出し欲求妻の不貞 AIKA（6月13日、溜池ゴロー）
- 美脚美尻MAX AIKA（6月15日、ピーターズMAX）
- 完堕ちする汁まみれの美淫肉が仰け反り、ヒクつき、ビックビク! 固い極太チ○ポで大量ザーメン連続中出し限界突破! AIKA（7月1日、美人魔女/エマニエル）
- 最近できた彼女のギャル姉2人にこっそり密着ピストンで痴女られたボク AIKA 桐嶋りの（7月1日、MOODYZ）
- ボクを童貞野郎とからかう先輩とまさかの深夜残業…性欲解消杭打ちピストンで筆下ろしされた僕…。 AIKA（7月13日、MOODYZ）
- 無制限射精チ○ポの限界突破メンズエステ 手抜き無し! 連続射精! 追撃男潮! おまけに何度も中出しOK膣内施術ねっちょり全汁搾り取り絶頂悶絶コース AIKA（7月25日、痴女ヘブン）
- 風俗学園祭 ～制服ギャル主催こっそり痴女プレイのフルコース～ AIKA（8月1日、MOODYZ）
- ヤリマンワゴンが行く!! ハプニング ア ゴーゴー!! AIKAとリズの珍道中（8月7日、桃太郎映像出版）
- 性霊ハンター AKEBI  AIKA（8月7日、ドラマポルノ）
- ミラクル乳首責め回春マッサージ 絶対連射させちゃうビーチク＆チ○ポW刺激ハーレム!! 篠田ゆう AIKA 大槻ひびき 蓮実クレア（8月13日、MOODYZ）
- 僕に一途な彼女がムカつく上司に膣イキ処女を奪われていた… AIKA（9月1日、MOODYZ）
- エロ痴女お姉さんは童貞クンが大好物、濃厚で積極的すぎる筆おろしテクに全身がピクピクなって我慢できずに大量の精液をオマ○コの中で発射しちゃった僕。AIKA 大槻ひびき（9月1日、Cupido/妄想族）
- 屈辱パワハラNTRドラマ 美しい部下の妻 AIKA（9月13日、AVS collector’s）
- 【AIKAの素人ギャル発掘ナンパプロジェクト】 海でノリの良いオバカギャルに声かけてそのままホテルへGoして一緒にパコってAV出演!!（9月19日、kira☆kira）[27]
- 止まらない連続絶頂 アレクをAIKAが何度も求める本能むき出しセックス（10月11日、GIRL'S CH）※女性向け作品
- 止まらない連続絶頂 長瀬広臣とAIKAがイキ狂う本能むき出しセックス（10月11日、GIRL'S CH）※女性向け作品
- 不倫相手に夢中で俺をイヤがる妻に何度も中出し 【寝取りがえし】夫の特権を利用して妻が出かける直前に強襲FUCK、体舐めまくりセックス、無許可中出し etc. AIKA（11月13日、アリスJAPAN）
- 夢のドライオーガズム開発! 乳首責めだけで何回もイッてみる? AIKA（11月25日、痴女ヘブン）
- 結婚して堅気な主婦をしていたヤンキー元総長（女）が敵対チームのチンピラ達に暴かれ夫に内緒で調教アクメ! AIKA（11月25日、AVS collector’s）
- 一夫多妻制大嫌いな中年オヤジと強制ハーレム中出し! AIKA 君島みお 篠田ゆう（12月1日、MOODYZ）
- 豪華共演! 市川まさみ & 超人気女優たちがイカせてくれる 夢のハーレム逆3Pスペシャル 市川まさみ あべみかこ AIKA 蓮実クレア 美谷朱里（12月12日、SODクリエイト）
- 汗だく性欲まみれ痴女! 脱獄犯に強制中出しで犯されちゃったボク… 5 AIKA（12月25日、痴女ヘブン）

- AIKAベスト8時間 国民的黒ギャルベストセレクション（1月10日、h.m.p）※単体ベスト
- AIKA 18本番8時間BEST（1月13日、溜池ゴロー）※単体ベスト
- 本中10周年感謝祭 うら美少女中出しアイランド絶倫男抜きまくりの旅 大槻ひびき AIKA 星あんず（1月25日、本中）
- 予約半年待ちの超人気デリ嬢が潮でボクの部屋を浸水させたおわび本番が凄かった!（1月31日、SCOOP）
- ラッキーな胸チラを発見し、気づかれないように見てたけど、やっぱりバレてた?! 13 ～ヨガインストラクター編～（2月7日、LEO）
- ハメずにはいられない前戯らしからぬフェラチオと射精を我慢できないぐちょ濡れ性交 AIKA（2月8日、CHoBitcH）
- 声出したら中出し! 美少女孕ませきもだめし林間学校 蓮実クレア あおいれな 渚みつき 枢木あおい AIKA 神宮寺ナオ 深田えいみ 波多野結衣 晶エリー 永瀬ゆい 大槻ひびき 美谷朱里（2月25日、本中）
- W痴女に挟まれ逆3Pセックス AIKA 蓮実クレア（3月7日、PREMIUM）
- 金持ちオヤジ(夫)との長時間セックスがめっちゃ嫌で短時間射精テクニックを上達させすぎた18歳年下妻 AIKA（3月25日、痴女ヘブン）
- 完全固定ノーカット! カメラを一度も止めずにノーハンド連続射精に挑戦!（3月25日、SEX Agent/妄想族）
- オイルマッサージで感じてしまってヌルテカオ●ンコから恥ずかしの大量失禁で強気な態度が一変っ!! 半泣き失神お漏らしアクメ快楽堕ち生意気黒ギャル!!（4月10日、LEO）
- 媚薬BDSM 輪姦・ぶっかけ・快感地獄の虜 AIKA（4月13日、AVS collector’s）
- 無理やりWフェラ天国 おい、カワイイ弟! お姉ちゃんたちがシャブりつくしてやるからな 晶エリ AIKA（4月13日、MOODYZ）
- 咥えないフェラチオ ～舌技の亀頭責めと手コキの焦らしコンビネーション～（4月25日、SEX Agent/妄想族）
- AIKAを拾っただけなのに お礼はアナタのどすけべ願望すべてを満足させる極上ご奉仕セックス（5月7日、桃太郎映像出版）
- 勝手に自宅に上り込むTバック販売員の挑発ギャル尻セールス AIKA（5月13日、MOODYZ）
- 初老の小説家に飼われた女編集者 AIKA（6月1日、プラネットプラス/七狗留）
- 日焼したビッチな彼女は生意気そうだけどチ●ポぶっ刺すと案外従順でカワイイ奴です…! AIKA（6月10日、カムカムぴゅっ!）
- AIKA女王様のM男調教（6月13日、AVS collector’s）
- 涎痴女ギャルのドM支配 ～焦らしと淫語と卑猥音で弄ぶ～ AIKA（6月25日、SEX Agent/妄想族）
- ギャル4人にオトコはボク1人だけ! 限界ギリギリホットパンツギャルたちとハーレムSEXホームパーティー AIKA 永瀬愛菜 永愛 丸山れおな（7月10日、BAZOOKA）
- 息子の嫁の誘惑 AIKA（7月19日、KSB企画/エマニエル）
- 射精確率変動連荘ザーメン ～確変状態のチ●コに迫りくる痴女たちの止まらない悪戯～（7月25日、SEX Agent/妄想族）
- W黒ギャルの乳首イジメが超ヤバい!! 逆3Pこねくり挟み撃ち中出し連射 今井夏帆 AIKA（8月1日、MOODYZ）
- 催淫洗脳された媚肉女たちは その後… 更に淫乱ビッチになっていた 晶エリー 加藤あやの AIKA 波多野結衣（8月13日、ダスッ!）
- 夏休みの下宿バイト先で酔ったギャルとまさかの相部屋。勝手にまたがり黒尻揺らして朝まで中出しされたボク… AIKA（8月25日、痴女ヘブン）
- 本中10周年記念作品!! 美少女中出し島 完全版 おもてもうらも全部見せちゃいます! 240分SPECIAL 蓮実クレア あおいれな 渚みつき 枢木あおい AIKA 大槻ひびき 波多野結衣 晶エリー 永瀬ゆい 神宮寺ナオ 美谷朱里 深田えいみ 星あんず（8月25日、本中）
- 唾液とローションが絡みつく粘着連続フェラチオ（8月25日、SEX Agent/妄想族）
- ギャル2人がラブホで彼氏スワップ セクテク競い合いザー汁搾り尽くすチ●ポが持たないハーレム痴女3P AIKA 七海ひな（9月1日、ワンズファクトリー）
- 夜這い 深夜の寝取られ床上手おんな ～旦那の隣で声も出せずに絶頂体験～（9月7日、桃太郎映像出版）
- 灼熱オフィスに閉じ込められて…汗だく女上司たちに週末3日間ヌカれまくったボク。 AIKA 篠田ゆう（9月13日、MOODYZ）
- 黒ギャル鬼フェラチ○ポバカになってもしゃぶられ続ける長尺10コーナー AIKA（9月25日、痴女ヘブン）
- まともなのは僕ひとり!? 朝、目を覚ますと、性の価値観がぶっ飛んだ世界だった件。 加藤ももか 加藤あやの AIKA（9月25日、ダスッ!）
- リピーター続出! 手加減なし! 発射無制限! 追撃騎乗位! 綺麗なギャルエステティシャンがドスケベな指と舌とデカ尻で金玉空っぽになるまでヌイてくれる常に密着種搾りメンズエステ AIKA（10月1日、LUNATICS）
- No.1カリスマ黒ギャル AIKA 46本番 8時間BEST（10月1日、MOODYZ）※単体ベスト
- ALLヤリマン! ALLビッチ! 本番絶対禁止のデリヘル店なのにSEXしたくてしょうがない性欲モンスターギャル嬢（10月9日、BAZOOKA）
- メスイキ病棟非情のドライオーガズム逆痴漢ナース 波多野結衣 蓮実クレア 晶エリー AIKA（11月1日、MOODYZ）
- 痴女、お貸しします AIKA（11月20日、CHoBitcH）
- 深夜のコンビニ 客が少なく退屈した痴女ギャル店員の朝まで暇潰し中出し接客! AIKA 今井夏帆（11月25日、痴女ヘブン）
- ‘INGO’ IN GOD ECSTASY 淫靡な淫語を擦り込み、容赦ない恥辱責めで完全支配!! スケベ痴女淫語 AIKA（12月13日、AVS collector’s）
- 痴女デリで元教え子のギャル2人と再会! 勃起が止まらず10代のように連射しまくってしまった先生（オレ）…。 AIKA 蘭華（12月13日、MOODYZ）
- ママ友2人が屋内露出で宅配員なまハメ種絞り! 肉感 × 喰い込み×汗だくガチムチ巨乳W痴女妻 其の弐（12月13日、E-BODY）
- 【神ギャル認定】クソエロ黒ギャルに媚薬を飲ませたらバリカタチ○ポでガクガク痙攣! 脳みそバグってはいぱーサセ神様になりましたwww AIKA（12月19日、チキチキカマー/妄想族）
- 褐色の金髪ギャルが家に来てエロい身体を差し出してたっぷりエッチしてくれましたぁ～! AIKA（12月21日、カムカムぴゅっ!）
- 今日はアンタの乳首とチ○ポを同時にこねくり回して何度も射精せてアゲル AIKA 栄川乃亜（12月25日、痴女ヘブン）
- オナナビ ～超カメラ目線で見つめながら挑発オナニーナビゲート～（12月25日、SEX Agent/妄想族）

- S級美女ベスト AIKA 4時間 美しき褐色の日焼けマドンナ（1月7日、Mellow Moon）※単体ベスト
- 一般素人男性モニタリング企画 街頭インタビュー中にナイショでご本人登場!! 波多野結衣 渚みつき AIKAと素人さんがご対面中出しSEX（3月12日、Million）
- 監禁! 拷問! 調教! 絶叫! 絶頂! 強制絶頂絶叫拷問調教 無惨エリート麻薬捜査官REVENGE 淫狂する鍛え抜かれた肉体 AIKA（3月13日、AVS collector’s）
- AVの音が毎日うるさいとクレームに来た両隣の人妻たちに「お前らのオナ声もうるせぇ」と苦情返し! 壁が薄いことに気づいていなかった欲求不満妻たちと近隣トラブルNTR 深田えいみ AIKA（3月13日、溜池ゴロー）
- 逆NTR! 逆レ●プ! 彼女のバイト先の淫乱スリム巨乳3人組から【乳首・アナル・亀頭】ギャルハーレム3点責めで犯された僕。AIKA 七海ひな 黒川さりな（4月13日、E-BODY）
- 性感オイルで痙攣ビクビク「もうイッてるってばぁ」状態で追撃クンニ AIKA（5月1日、MOODYZ）
- エロ舌ギャルビッ痴 AIKA（5月25日、AVS collector’s）
- 「もう射精ってるってばぁ」状態でも痴女ってくるAIKA15本番BEST（5月25日、痴女ヘブン）※単体ベスト
- 鬼フェラごっくん鬼ピス騎乗位中出しでずっと留年してるギャル生徒二人に痴女られた担任のボク AIKA REMI（6月1日、MOODYZ）
- ド痴女ハーレム 綺麗なお姉さんに挟まれ囲まれて何度も中出しさせられる! 星奈あい 蓮実クレア 大槻ひびき AIKA（6月7日、PREMIUM）
- 水着ギャルゲット! 激しいピストンでアナルをヒクヒクさせながら絶頂! 生中出し4時間（6月12日、MERCURY）
- 会員制高級回春オイルメンズエステ～美形エステティシャンによる無制限射精サービス（6月13日、BAZOOKA）
- 【神ギャル殿堂入り】やっぱりギャルが最強説! vol.3（6月19日、チキチキカマー/妄想族）
- 宅配ギャル! どんだけ発射できるか腕比べバトル! 何発ヌけるかデスマッチ! AIKA（7月9日、桃太郎映像出版）
- 宅配ギャル! どんだけ発射できるか腕比べバトル! 何発ヌけるかデスマッチ! vol.04（8月7日、桃太郎映像出版）
- 脳内パニックになるほど全身骨の髄まで舐められ絞り取るヤリマン痴女3姉妹 AIKA 紺野ひかる 佐知子（8月13日、BAZOOKA）
- どエロ女優に丸投げ!! 夢の筆下ろしガチドキュメント はじめてはAV女優。 02  SEXを愛し、SEXに愛された天才AV女優 VS 悩める童貞3名（8月27日、プレステージ）
- 時間無制限で金玉カラッポになるまで射精を促し、互いに絶頂快楽に到達する非合法ノーパンオイルエステ（9月14日、SCOOP）
- 夫婦で挑戦! AIKAの凄テクで夫が2回イカされたら妻が寝取られナマ中出しSEX!（10月19日、はじめ企画）
- つぼみ15周年だよ! 今からウチ行ってイイですか？いきなり素人感謝祭! 巣ごもりドMクンのお宅へ突撃SEXハッピーデリバリー（10月19日、MOODYZ）※主演はつぼみ。AIKAは作品の一部に出演。
- 【神ギャル殿堂入り】やっぱりギャルが最強説! vol.4（10月19日、チキチキカマー/妄想族）
- AIKAの世界 4時間BEST（10月19日、AVS collector’s）※単体ベスト
- 相部屋でメスイキ筆おろしハーレム! 2人同時に乳首・亀頭・前立腺責め快楽拷問 蓮実クレア AIKA（11月2日、ワンズファクトリー）
- 激エチでイキ飛んで感キワまる超美形純真ギャル 卑猥語女 AIKA（11月16日、MARRION）
- 痴女りまくり金玉クラッシュ☆ギャルズ vs最強ギャルタッグ! 金玉空っぽになるまでハーレム! ハッスル! 大乱交!! AIKA 蘭華（11月16日、kira☆kira）
- 痴女ギャルしか勝たん! ギャルの名に恥じぬ生マ●コで避妊NGのガチンコ追撃中出し対決!! AIKA 氷堂りりあ（11月23日、ダスッ!）
- まるっと! AIKA（12月1日、プラネットプラス）※単体ベスト
- 3回留年してるヤリマンギャルに目をつけられた僕は、授業が終わるたびチ○ポ弄られるけど休み時間10分ではイカせてもらえず、授業中も勃起継続させられたあげく放課後キンタマ空っぽになるまでヤられまくった AIKA（12月14日、アリスJAPAN）
- 人気AV女優・波多野結衣とAIKAの ’マブダチ’になってみませんか?? 3人で一緒に買い物して、遊んで、流しそうめんして、逆3Pで中出ししまくれる夢の1日体感企画!!（12月28日、本中）
- 聖水ギャル痴女ハーレム 囲まれ挟まれエロ汁かけられ何度も射精させられる! AIKA 浜崎真緒 若宮はずき（12月28日、痴女ヘブン）

- 生ハメ × 中出しALLオッケー!! チ●ポいじめが大好きなパリピギャルのハーレム痴女ソープ AIKA REMI 今井夏帆（2月8日、Million）
- 死ぬほど気持ち悪いマッサージ師に媚薬を盛られてイカされ続けて… 絶倫チ●ポが気持ち良すぎて媚薬がキレても朝まで中出しされまくった黒ギャル… AIKA（2月22日、本中）
- M男クンをホテルに連れ込み! 黒ギャル痴女二人の逆ナン ごっくん＆中出し & 男潮でチ○ポバカにされちゃう AIKA REMI（3月22日、痴女ヘブン）
- セクシーガールズバー 痴女ハーレム接客 Hなお姉さん達に密着挟まれ中出しさせられる AIKA 浜崎真緒 推川ゆうり 若宮はずき（4月5日、痴女ヘブン）
- 30th Anniversary project MAX GIRLS 2022 Vol.1 AIKA / 深田結梨 / 姫咲はな（4月5日、MAX-A）
- ど淫乱ギャルのハイパー口内射精!! 無限フェラチオ7人（4月5日、桃太郎映像出版）
- たった7時間2人っきりにしてみたら… 結果、10発セックスしてました。 AIKA（4月29日、ドリームチケット）
- 黒ギャルのエロ過ぎるデカ尻!! AIKA（5月3日、MARRION）
- 欲求不満を隠せない絶倫性欲ギャル叔母さんの無自覚デカ尻トラップに誘惑され我慢できず何度も中出しした。 AIKA（5月3日、LUNATICS）
- 学校中どこででも超ド級ビッチ黒ギャルにチ●ポ弄り回されてはお預けされる、ギリギリ寸止め学園生活 AIKA（5月6日、アリスJAPAN）
- 極上ボディで何度も射精させちゃう超淫乱高級デリヘル嬢 6（5月10日、BAZOOKA）
- BAZOOKA LEGENDARY ACTRESS AIKA PREMIUM BEST（5月24日、BAZOOKA）※単体ベスト
- 浮気したギャル妻に怒りのゲリラ顔射と極限焦らしでドM発揮させ俺のチ○ポに依存させて寝取り返す! AIKA（6月3日、アリスJAPAN）
- 淫猥性交 AIKA（6月7日、MAX-A）
- 拘束してチ○ポがバグるまで追撃射精! 男潮吹くまでイジリ倒すW痴女ギャルM性感ヘルス! 百永さりな AIKA（6月7日、ワンズファクトリー）
- 夫の出張不在中に… 死ぬほど大嫌いな義父のキメセク中出しでイカされ続けたギャル妻 AIKA（6月21日、PREMIUM）
- シコサポ!! オナホ使用特化型オナニーサポートシチュエーション AIKA（7月5日、MAX-A）
- 痴女ギャル風俗マンション☆ 「もう射精してるってばぁ」状態でもヌイてくる悶絶6コーナー AIKA 浜崎真緒（7月5日、MOODYZ）
- 痴女ギャルナイトプール 淫乱ビッチに囲まれ挟まれ超ハーレムタイム☆何度も射精させられた僕 AIKA 浜崎真緒 百永さりな 逢見リカ（7月26日、痴女ヘブン）
- AIKA 2枚組ハイパーベスト7時間37分（8月9日、セレブの友）※単体ベスト
- イジメっ子ギャルたちの溜まり場になったボクの部屋! 下品にアナルを押し付けられる朝まで杭打ちオールナイト乱交 乙アリス 百永さりな AIKA 逢見リカ（8月16日、MOODYZ）
- 【人格崩壊】大嫌いな元カレに媚薬を盛られた彼女は、カラダを震わせヨダレに精子まみれ。キメセク華奢エビ反り絶頂 AIKA（9月27日、ダスッ!）
- いちゃラブ宅飲み濃厚べろちゅう密着せっくちゅ AIKAが彼女になった日（10月4日、桃太郎映像出版）
- 超! 攻撃的SEX13プレイ AIKA（10月4日、MAX-A）※単体ベスト
- 「口だけならいいよ…」性欲旺盛なデカチンの甥っ子にお願いされ仕方なく13発おしゃぶりごっくんする元ヤリマンの若硬ち○ぽ大好きなギャル叔母さん AIKA（11月1日、LUNATICS）
- 裏垢バズり動画を観たら、子作り中のギャル妻がコスプレ危険日中出しオフ会をしていた。 AIKA（11月15日、本中）
- いろいろなデニール数の黒タイツに挟まれたい… 踏まれたい…絞められたい… 黒タイツギャル脚ロック逆3P AIKA 蘭華（12月6日、DEEP'S）

- 射精寸前チ○ポを低速こねくりグラインドで焦らしてから爆速杭打ちピストンで射精ギリギリに追い込む変速ギアチェンジ騎乗位 ぶっこ抜き3本番スペシャル AIKA（1月10日、アリスJAPAN）
- 兄貴の彼女【黒ギャル】が早漏改善のために僕に施してくれたねっとりトルネードフェラ＆無慈悲抜きテクが凄過ぎて、結局金玉すっからかんになるまで喰い気味射精しまくった AIKA（1月17日、グローリークエスト）
- ほら、さっさとチ〇ポ出しな!金髪美乳ギャルが精子を搾り取る挑発的なおっぱい丸出し逆ナース道玄坂ワイルドワンクリニック AIKA（3月23日、WildOne）
- 亀頭と乳首をダブルでグリ責め! 巨乳ナースの昇天メスイキ痴療エステ（4月11日、BAZOOKA）
- 「ほらほらイっちゃえよw」 都内某所のM男の反応を楽しみながら、乳首じ～～っくり責めて連続でオトコ潮吹かせる非合法ギャル性感エステに潜入!!（4月11日、SCOOP）
- 【ハメログ】AIKA にお酒を飲ませたらヤリマンオーラが全開だったのでそのままハメ撮りしちゃいました !（4月18日、チキチキカマー/妄想族）
- 近所のスーパーでよく会う行き遅れギャルおばさんと意気投合して家に誘われ行ったら ギンギン青年チ○ポに発情して欲求不満なデカ尻で一晩で10発中出しSEXさせてくれた。 AIKA（6月6日、MOODYZ）
- 過激ギャル3人 VS ボク1人!! エロ包囲網の勝ち目無し!! 最強ホットパンツギャルと1日ヤリまくりの乱痴気ハーレムSEXパーティー!! AIKA 乙アリス 川菜美鈴（6月13日、Million）[28]
- 「舐めるだけならイイよ」 毎日オナニーしているデカチンの僕を心配した元ヤリマン義母の誘惑に甘えおしゃぶりごっくん16発で僕は改心 AIKA（7月4日、MOODYZ）
- ドスケベゴールデンボディ! AIKAの10発射精するまで帰れません!!（8月5日、プラネットプラス/七狗留）
- 射精しても止まらない!! テンション↑↑で男を連続でイカせ続ける ヤリすぎジムGALハーレム ―射精ダイエットコース― AIKA 有岡みう ちゃんよた（8月8日、BAZOOKA）
- 【神ギャル殿堂入り】やっぱりギャルが最強説! vol.7（8月15日、チキチキカマー/妄想族）
- 美乳、美クビレ、美脚、美尻 人気AV女優・AIKAが 引きこもりニート男を野外連れまわしラブホで何度も中出しSEXしまくり!!（9月26日、本中）
- 毎日に退屈したギャル妻二人にチ○ポとアナル同時に舐め犯し 交互に何度も射精させられた隣人たち… AIKA 新村あかり（9月26日、痴女ヘブン）
- 鉄フック マ○コ引き裂き失禁拷問 BAR店長 イキ狂いダダ漏らし恥獄!! AIKA（10月3日、ワンズファクトリー）
- 「ねぇ、昨日の続きしない?」 夜の顔しか知らないNo.1デカ尻風俗嬢と朝まで2人っきり… 普段はそっけないのに思いもよらず甘えられイチャラブまたがり騎乗位しながら発射無制限で何度も中出しさせてくれた。 AIKA（10月3日、LUNATICS）
- もはや伝説的! 最強カリスマギャル美痴クイーン! AIKAのプレミアムベスト 2（10月3日、桃太郎映像出版）※単体ベスト
- オイルマニア AIKA（10月20日、プラネットプラス/七狗留）
- 僕を童貞とバカにする元ヤリマンの叔母を孕ませ種付けプレスで雑魚マ〇コだと分からせてやった―。 AIKA（11月28日、マドンナ）
- 無料クーポンにつられてやってきたクソ生意気パイパンギャルにオイル媚薬マッサージ 無毛マ●コにオイルが染みこみエビ反りオーガズムで快楽堕ちサロン（12月12日、SCOOP）
- オイル施術でギンギンになった1mm布を突き破る! 超鋼デカチン突き上げピストンで本番NGメンエス嬢をイキ狂いさせる客の僕（12月19日、MOODYZ）

- 「どうも、あの時のバカADです」 監督になった逆恨みADがAIKAを撮る! 台本無視の媚薬調教 屈辱お漏らし潮吹き強要で全て水に流してあげましたwww（1月2日、DEEP'S）
- ホームヘルパーの透けたパンティーに興奮してこっそりオナニーをしていたらその姿をヘルパーさんが目撃!! 気まずい思いで必死に勃起チ●ポを隠すも欲情したヘルパーさんはお尻を揺らしてチ●ポヘルパーになってくれた!!（1月9日、SCOOP）
- ピンサロよりもウチのフェラの方がエッグいで? 風俗通いを心配した元ヤリマンのギャル叔母さんに10回転分以上シャブられまくったボク…（甥） AIKA（1月23日、PREMIUM）
- パンストギャルOL 固定ディルド利き竿ゲーム! 驚異的マ○コ感覚でズバリ当てたら賞金GET! 罰ゲームは5本のチ○ポと強制乱交SEX!? AIKA（1月30日、AVS collector’s）
- 膣内放尿される快感に目覚めてしまった私 2 AIKA（2月6日、MOODYZ）
- まん汁垂れ流し! 吸って震えるクリトリス吸引バイブでクリイキが止まらない! ウーマナイザーオナニー 3（2月27日、グローリークエスト）
- ポッチンヨガインストラクター総勢17人大胆なポーズで胸チラ横チラ谷間チラっ!!（3月7日、LEO）
- 酒を飲んで酔っ払った兄貴のギャル彼女に寝バックでこっそり挿入!! ギャルが起きても、兄貴が戻ってきてもマッサージと称したNTRレイプで連続生ナカ出し!!（3月26日、SCOOP）
- 絶対的上から目線で痴女ギャルが淫語コントロール 射精を支配される究極主観JOI AIKA（4月2日、Fitch）[14]
- MOODYZファン感謝祭 バコバコバスツアー2024 AV男優発掘＆育成スペシャル!! AV男優を目指す素人16名とAV女優16名の1泊2日大乱交ツアー!（4月2日、MOODYZ）※配信版は3月15日、BD版は4月16日発売。
- 美人母娘、イタダキマス。数十年前に孕ませた女とその娘に会いに来ました。 AIKA 白石もも（4月9日、ダスッ!）
- 「ウチらと3Pやろうぜ」 僕の幼馴染が地元で有名なヤリマンギャル軍団に! 帰省した2日間ドMペットにされて13発も射精した夏の思い出 AIKA 鳳カレン（5月7日、MOODYZ）
- すぐに暴発してしまう早漏甥っ子を超スローフェラ焦らし射精コントロールでじっくり鍛えてたっぷり精飲ごっくんしてくれる元ヤリマンのデカ尻ギャル叔母 AIKA（5月7日、LUNATICS）
- ファーストクラス絶品人妻ナンパ  20（5月10日、ホットエンターテイメント）
- まるっと! AIKA 2（6月5日、プラネットプラス）※単体ベスト
- どこでも精子を撒き散らす変態お姉さん♂ 池田マリナ AIKA（6月25日、ダスッ!）
- 射精の瞬間にチ○ポ放置されザーメン漏らしまくる7日間! サディスティック女上司のルーインドオーガズム漬け社員研修 AIKA（7月2日、ワンズファクトリー）
- AIKAの逆ナン連れ込み凄フェラでお口に中出し我慢できたら下のお口に中出しSEX 働く男SPECIAL（7月23日、Million）
- 思春期の弟が可愛すぎる!! 突然ウチにやってきたチ〇ポ大好きギャル義姉2人に何度も痴女られ、金玉空っぽになるまで童貞精子を根こそぎ舐め搾られたボク。 AIKA 百永さりな（7月23日、ダスッ!）
- 彼とのSEXで中イキ出来ずに悩むギャルをちゃんと中イキ出来るカラダに開発してくれるという噂の女性用デリバリー風俗を呼ぶと初めは半信半疑だったが余りの気持ち良さに中出し懇願する程イキまくる!!（7月23日、SCOOP）
- 酔うとベロキス魔になるギャル姉 馬乗りベロチュウホールドで20発中出しぶっこ抜かれた僕（弟） AIKA（8月6日、MOODYZ）
- 兄の出張中にエロギャル義姉さんに翻弄される僕 AIKA（8月20日、プラネットプラス/七狗留）
- SEXが当たり前のド田舎に帰省したら有名ヤリマンギャルに成長した同級生と地元一のヤリマン先輩が集まって初めての中出しなのに何度も何度もザーメンぶっこ抜かれた思い出 春陽モカ AIKA（9月17日、MOODYZ）
- MOODYZファン感謝祭バコバコバスツアー2024完全版 バコバス7時間50分 + うらバコ4時間 + 未公開シーン収録13時間（9月17日、MOODYZ）
- 絶倫義兄とのまぐわい 快楽の虜にされた私 AIKA（10月1日、KSB企画/エマニエル）
- 芸歴46年（合計）の凄テクを我慢できれば生★中出しSEX! AIKA 波多野結衣 大槻ひびき（10月1日、ワンズファクトリー）
- ヤリマンワゴンが行く!! ハプニング ア ゴーゴー!! AIKAと大槻ひびきと波多野結衣とリズの超珍道中 痴上最嬌の3美女たちと行く! 地球上で最もエロいオーバードライブセックス（10月1日、桃太郎映像出版）
- 不倫ばっかりしてるヤリマン妻が嫌がる精子ブリブリ20発中出しでオレが夫だとわからせる! AIKA（10月15日、PREMIUM）
- 【神ギャル殿堂入り】ギャルがやっぱり最強説! vol.9（10月15日、チキチキカマー/妄想族）
- 免許合宿でギャルとまさかの相部屋 絶倫チ○ポとバレて、鬼フェラ＆爆裂ピストンで20発も精子ぶっこ抜かれたボク。 AIKA（10月22日、痴女ヘブン）
- Sの振りがバレたギャル女王様 マゾ性癖を見抜かれたM性感嬢が自ら用意したオプションでイカされまくる立場逆転セックス AIKA（10月22日、Million）
- 免許合宿で痴女ギャル集団とまさかの…相部屋 令和最強黒ギャル・白ギャル・ラテギャル全員集合!! 無限PtoM中出しリレー犯されパーティーされた僕 性欲解消のオモチャに20発越えのぶっ壊れ限界射精NIGHT AIKA 田中ねね 椿りか 瀬那ルミナ 逢見リカ 鳳カレン 春陽モカ 有村のぞみ（11月5日、MOODYZ）
- 元ヤリマンと噂の美人ギャルママが男性教師を喰いたいが為にノーパンノーブラ来校!! 保護者面談中に胸とマ〇コを何度もチラつかせてチ〇コをフル勃起させたあげく「このままアタシと生でSEXしない…?」とクソビッチな誘惑をしてきた!（11月12日、SCOOP）
- 一夜限りの激レアタイム!! 乱痴気ガール波多野結衣 & AIKAがファンの理想なプレイをリアル化します!!（11月19日、チキチキカマー/妄想族）
- ノーパンGALナースが本能のままにヌキまくる!! 明るくエッチな連続射精HOSPITAL AIKA 蘭華 水奈瀬りな（12月10日、Million）
- 乳首こねくり痴女暗●者 VIPを腹上●させるギャルビッチ女豹スパイ AIKA（12月17日、OPPAI）
- 彼女の実家に帰省したら地元で有名なヤリマンギャル姉妹にどちゅどちゅエグい腰振り＆ケツ肉揺れまくり鬼ピストン騎乗位で中出し射精させられまくった2泊3日 春陽モカ AIKA（12月24日、痴女ヘブン）

- スリットから覗く美脚で執拗にチ〇ポを刺激して射爆了!! ギャルチャイナ脚コキヘルス（2月25日、BAZOOKA）
- ドスケベ美脚不動産レディ2人のス～ベスベ黒パンストで挟み撃ち奪い合い中出し営業 木下ひまり AIKA（4月29日、PREMIUM）
- シロウト観察 モニタリング 逮捕しちゃうぞ! 痴女ポリスが素人男子にエッチな取り締まりで強制射精! DVD販売店編 & 10発ヌくまで帰れまてん編 AIKA（5月6日、桃太郎映像出版）
- THE ドキュメント 本能丸出しでする絶頂SEX 欲望丸出しパンスト・ボディストッキング美しい肉体 AIKA（5月6日、美人魔女/エマニエル）
- ブリブリガンギマリDJ媚薬ハブ酒オーバードーズキメセク SEASON 9 AIKA（5月27日、バビロン/妄想族）
- おばさんの練習台になってくれない? 色気ムンムンの義母がメンズエステで働くことになり勃起不可避な練習で理性崖っぷちの僕… AIKA（6月3日、MOODYZ）
- 好みの配達員が来るとパンツを脱いでお出迎え! マ〇コを見せつけ誘惑する淫乱奥さん AIKA（6月20日、プラネットプラス/七狗留）
- ぎゃる好きおじナンパ旅殿堂入り絶対的美少女危険性交（6月27日、MERCURY）
- 媚薬治験バイトのギャル軟派 20（6月27日、MERCURY）
- じんかくそうさ洗脳催眠 生意気元ヤン引きこもりが大好物なんですよ僕。50年未婚の底力と精子で洗脳孕ませしちゃお編 AIKA（7月1日、山と空/妄想族）
- セックスレスの妻が義父に寝取られて、嫌なのに久しぶりのチ●ポに発情してしまった話 AIKA（7月1日、ミセスの素顔/エマニエル）
- 見ず知らずのお姉系ギャルがなぜか俺の部屋に住み着いた件 AIKA（8月5日、プラネットプラス/七狗留）

### アダルトVR
- AIKA VR 中出しさせてくれる責め痴女騎乗位セックス（1月13日、KMPVR）
- AIKA VR AIKAの見せつけオナニー ディルドフェラ付き（1月13日、KMPVR）
- AIKA VR 2人きりの空間でイチャイチャ濃厚舌ピアスフェラ（1月13日、KMPVR）
- ギャルがちゃーんとヌいてくれるハーレムフェラチオ AIKA MIRANO 長谷川夏樹 丸山れおな（1月13日、KMPVR）
- 「はやく良くなってね♡」極エロナース3人の濃厚ねっとり中出しSEX♡ 今日だけ特別の治療だよ♡ AIKA 水谷心音 水城奈緒（6月6日、KMPVR）
- 極カワ寝顔にくぎ付け♡ もう気持ち良すぎて眠れない!! 波多野結衣 & AIKA（6月9日、KMPVR）
- ローションたっぷり極上5人ソープ嬢と中出しSEX ～本日は御指名頂きありがとうございます♡ た～っぷり癒されてくださいね♡～ 波多野結衣 AIKA 水谷心音 推川ゆうり 水城奈緒（6月20日、KMPVR）
- 中出しOKのセクキャバにようこそ♡ ～濃密ねっとり忘れられない夜の一時を味わってくださいね♡～ 波多野結衣 AIKA 水谷心音 推川ゆうり 水城奈緒（6月20日、KMPVR）
- 巨乳5人姉妹と同棲中出しSEXライフ ～長女 : 波多野結衣 二女 : AIKA 三女 : 水城奈緒 四女 : 推川ゆうり 五女 : 水谷心音 ～（6月23日、KMPVR）
- 王様ゲーム ねっとりぐちょぐちょ中出しSEX ～中に出したって王様だからなんでもOK～ 波多野結衣 AIKA 水谷心音（6月27日、KMPVR）
- ハイクオリティーVR ヤンキー野球拳 ～ヤンキーでもエッチになっちゃうんだぞ♡～ AIKA 水谷心音（7月7日、KMPVR）
- kira☆kira VR クラス全員GAL超ハーレムSEX 15人のギャルに呼び出されべろちゅう三昧! 60分スペシャル!!（8月1日、kira☆kira）
- ドSヤンキーに睨まれセックス AIKA（8月25日、ダスッ!）
- 色白清楚な巨乳妻と黒ギャル痴女な淫乱妻 妻の幼馴染の隣人ギャル夫婦と強制スワッピングNTRセックス AIKA 笹倉杏（9月22日、SODクリエイト）
- 耳元で囁くWバイノーラル淫語責め唾たらし焦らし寸止めギャル痴女ハーレム AIKA 丸山レオナ（9月22日、SODクリエイト）
- しみけんと3P 憧れのAV女優AIKAちゃんと媚薬イキまくり3P中出しSEX（10月6日、SODクリエイト）
- MOODYZ VR 衝撃の「性的」いじめられっこ体験 AIKA 葉月七瀬 吉川あいみ 水野朝陽（11月13日、MOODYZ）
- AV女優限定。本番がヤレちゃうおっパブ AIKA 推川ゆうり 桐嶋りの（12月6日、ダスッ!）
- ヤンキー家庭教師AIKAがたっぷりねっとり密着中出しSEX（12月22日、KMPVR-彩-）
- 発射無制限!! タメ口上等!!! 極上ギャルソープW中出し逆3PSEX AIKA ERIKA（12月26日、AVVR）

- 背後から忍び寄る囁き淫語手コキフェラ（1月25日、AVVR）
- 高速騎乗位VR 巨乳黒ギャルAIKAの暇つぶしに付き合うことになって、僕が10発中出しするまでセックスが終わらないVR（2月2日、胸糞タロウVR）
- 長尺3DVR! 淫乱4人姉妹の家に居候したらそこは花園天国だった AIKA 推川ゆうり 美らかの 苑田あかり（4月7日、Virtual Rabbit）
- AIKAの挑発SEX! 童貞君に中出しSEXをレクチャー!（5月29日、Virtual Rabbit）
- リアル性教育!! 3DVRだから童貞でもセックスが楽しめる!! AIKA（7月29日、KMPVR）
- 長尺VR! リアル悪徳エステ体験! ギャルに媚薬を飲ませ高級オイルマッサージで感度覚醒! コリをほぐすだけとグチョグチョに興奮したマ●コを刺激して痙攣するまで生中出し! ギャル特別編!（8月31日、SCOOP）
- ハーレムASMRVR【高画質 + 高音質】で脳がとろける3D立体映像でトリップ体験できるVR 波多野結衣 大槻ひびき AIKA あべみかこ（9月21日、ピーターズMAX）
- AV女優が裏で個人経営するソープ店で連続射精!! AIKA編（9月30日、KMPVR）
- 黒ギャル女子●生たちとハーレム中出し性交 ～修学旅行中に相部屋のイケメンの友達目当てに部屋に来た黒ギャルグループに僕は童貞を奪ってもらい何度も中出しセックスさせてもらった～ AIKA 蓮実クレア 石川祐奈（9月30日、TMA）
- 究極濃密性交VR6K撮影 + ALL自然光 + 完全自由主観移動で朝から高級ホテルで最高の愛人と濃密セックスで何度もイカせまくれるVR AIKA（11月30日、MARRION）
- 鬼脚VR 罵倒 × 威圧 × 過激 攻めに責める過激3姉妹 AIKA 水川スミレ 星奈あい（12月20日、KMPVR-bibi-）

- AIKA SUPER BEST（1月31日、KMPVR）※単体ベスト
- HQ高画質対応 彼女いない歴 = 年齢な童貞すぎる弟を見かねた姉が猛烈性教育 AIKA（3月1日、CASANOVA）
- 射精コントロール! オナ指示痴女 AIKA（4月26日、CASANOVA）
- いいなり。AIKA（5月1日、ピーターズMAX）
- ウェルカム新時代! KMPVR史上最大の長尺ストーリー! LIFE!! ～とある天使に導かれ… 人生丸ごとモテ期になったボクと、10人の美女たち～ 麻里梨夏 加藤ももか 波多野結衣 蓮実クレア AIKA あおいれな 玉木くるみ 阿部乃みく 若月みいな 一条みお（6月5日、KMPVR-彩-）
- 制服見学店を完全再現 マジックミラー越しにアナタの目の前に超接近! 至近距離でパンチラ・胸チラ・疑似フェラ＆セックス!（6月27日、kawaii*）
- カリスマギャルの舌テク射精術! 舌で、口内で、膣で! 男を悦ばせる術を知り尽くした発射不可避の究極エロ女神 AIKA（8月8日、KMPVR）
- 業界最高峰のレジェンド女優AIKAを絶倫チ●コでハメ倒した話（8月13日、KMPVR -bibi-）
- 転生したら極上ボディ美女モンスターに逆レ●プVR 宝田もなみ AIKA（9月13日、E-BODY）
- 私を見て! 極上画質のVRであなたのためだけに魅せる綺麗でエロいEXな美女 AIKA（9月28日、CRYSTAL VR）
- 超精細カメラ撮影 SUPER SEXY AIKA SHOW（12月20日、CASANOVA）

- 挑発痴女ギャルのドMコントロール AIKA（1月3日、CASANOVA）
- ビデオボックスで痴ギャルの彼女にオナクラみたいに手コキでイカされて死ぬほど興奮するVR AIKA（3月6日、CASANOVA）
- 痴ギャルが在籍するメンズエステ ～絶頂裏サービスでリラックスエクスタシー～ AIKA（5月1日、CASANOVA）
- お尻ぺんぺん & スパンキング（10月7日、ROOKIE）
- 1日後に死ぬボクに舞い降りたSEX案件 突然美女8人が余命1日の僕の元へ次々に押し寄せ性欲介護の看取りSEX（10月14日、ROOKIE）
- 超AIKA 未公開特典映像あり 全てがパーフェクト! ベストセレクション（11月27日、CASANOVA）※単体ベスト
- 嫁と喧嘩して落ち込む僕を元気付けてくれる義姉さん（ギャル）を押し倒したら意外と押しに弱くてヤレたVR AIKA（12月2日、アタッカーズ）

- メチャクチャ身体の相性バツグンだった元カノAIKAと一晩だけの本能剥き出しSEX（4月2日、KMPVR-彩-）
- 突然現れたギャルでビッチな従姉にボクの童貞チ○コを完全支配される AIKA（4月23日、KMPVR-bibi-）
- ギャルの女王AIKAがアナタの精子を独占!? 4作品まるっと収録266分BEST!!（5月29日、KMPVR）※単体ベスト
- 海の家ナンパエステ 美尻 & 美巨乳の【肉食系黒ギャル】をダマして【キメパコ!】媚薬でエロスイッチ全開、痙攣絶頂繰り返す発情褐色GALに【口内射精・勝手に中出し】 あいか（8月6日、こあらVR）
- 逆ナンから無理やり飲まされて泥酔で完堕ち… ホテルに監禁され意識朦朧の中 オンナは気の済むまでオレを喰らい続けた。AIKA（9月21日、KMPVR）
- 【ヤリマン数珠つなぎ】「あなたより極エロなヤリマン紹介してくれませんか?」セフレの友達はエロいのか! 超・超・超肉食GALと【速攻SEX!】コスプレさせてヤリまくり、おチ○ポでメロメロにしてやった【中出し】【顔射】FUCK! あいか（9月27日、こあらVR）
- シコってたら下着姿のエロいお姉さんがあらわれて耳舐め/ベロキス/顔面舐められまくりの濃厚セックスをした【生ハメ】焦らされベロキス手コキと密着グラインド対面座位と顔めちゃ近い正常位とバックと至近距離で顔ジ～っと見られ杭打ちピストン騎乗位【中出し】 AIKA（9月30日、アリスJAPAN）
- どんなに男がイってもイってもやめない 顔舐め & 唾たらし特化 生唾ごっくんヘルス AIKA（10月7日、KMPVR-bibi-）
- -美女に涎を飲ませるVR- あなたの涎をもっと飲ませて（11月5日、KMPVR）
- 舌だけでイカせてあげよっか? ～しゃぶりついて快感へ導く舌遣いが丸見えのディルドフェラ（11月16日、KMPVR）
- 顔面を舐め尽くして涎を飲ませてくれるVR（11月19日、KMPVR）
- 究極の焦らし 永久快感 亀頭フェラ（12月28日、KMPVR）

- ローションたっぷり ヌルヌル乳首開発VR（5月8日、KMPVR）
- ランジェリーがエロすぎる…近すぎ至近距離!! ギャル家庭教師AIKAのささやき淫語性交（8月27日、KMPVR）
- 乳首をひたすらに責めあげる（9月27日、KMPVR）
- どうしても留年したくない落ちこぼれギャルが卒業と引き換えに教師の俺を快楽漬け!! AIKA（12月31日、KMPVR）

- 「1発家賃1ヶ月分でいいっしょ大家さん?」 ずっと家賃滞納してるギャル住人の部屋に乗り込んだら一方的に身体で支払ってきた件 AIKA（1月31日、アリスJAPAN）
- バキューム爆音フェラチオ（4月17日、KMPVR）
- 特等席でもっと見て! ストリップオナニーVR（4月22日、SPICY VR）
- 【KMPVR-彩- 6周年記念8K特別版】ギャル4人に勧誘されて入会してしまったネズミ講が実はヤリまくりのハーレム天国!! これが絶対に得するマルチ商法 AIKA 新村あかり 百永さりな 木下ひまり（6月30日、KMPVR-彩-）
- これぞ8K! 最強の顔面特化が完成!! ギャル逆バニー家庭教師 8KVR AIKA（12月7日、KMPVR）
- 天井特化アングルVR ～これがAIKAの騎乗位だ!～ AIKA（12月21日、KMPVR）

- クーラーを直しに来たボクが居るのにオナニーをやめられないアクメ依存のギャル 汗だくのまま何度もイかせ懇願された真夏の昼下がり AIKA（3月17日、KMPVR-彩-）
- 【朗報】早漏大好き♪なギャル発見!! ボク（すごい早漏）にとことん付き合ってくれるお節介ヤリマンAIKAさん（4月5日、KMPVR）
- 極ギャル AIKA 300分コンプリートBEST（6月5日、KMPVR）※単体ベスト
- 愛するAIKAとリゾートホテルで1泊2日最高のバケーション体験VR 8K高画質SPECIAL!!（6月28日、レゾレボVR）
- 肉食美系ギャルAIKAにザーメン爆抜きされた激レア最強痴女風俗店【8K】（7月10日、P-BOX VR）
- フェラ顔 8K ノーモザ デカチンディルド しゃぶりつくしコレクション VR（7月10日、P-BOX VR）
- オトコを罠にはめ監禁×拘束して好き放題犯すAIKAの猛毒EcstasyROOM（7月21日、KMPVR）
- 耳元ゼロ距離ごっくんで喉鳴らすザーメン呑み込みごきゅごきゅ音聞かせて勃起させてはチ〇ポ舐めしゃぶって何度でも精飲を繰り返す喉マ〇コセフレ AIKA（7月31日、アリスJAPAN）
- 生意気ギャルの弱みを握って土下座させ中出しSEXさせてみた AIKA（8月14日、P-BOX VR）
- ゴチャゴチャ言わずにパコっちゃおうよww 半年ほど前から欲求不満ギャルの言いなり肉ディルドになっているボク AIKA（8月16日、KMPVR-彩-）
- 美女8人のケツ穴くぱぁ～を近距離ガン見VR 5（10月9日、P-BOX VR）
- 「私の脚大好きなんでしょ? ガマンしちゃ駄目…」 モテないボクに足を見せつけ下品に誘惑してくる スレンダー美脚ギャル兄嫁 AIKA（11月8日、KMPVR-彩-）
- 夜だけは優しいやり手のツンデレGAL社長 激おこ説教でシュンとしたセフレ部下に母性本能をくすぐられ仲直りのビジホお泊りSEX AIKA（11月16日、KMPVR-彩-）

- 「もう射精してるってばぁ」 淫語責めと射精しても止まらない追撃で無限発射 & 射精直後の敏感チ●ポを責められ男潮噴射! 超肉食GALエステ! AIKA（3月14日、こあらVR）
- 元ヤンのエアコン修理業者さんに叱られながら死ぬほどオンナを味わった童貞のボク AIKA（4月12日、KMPVR-彩-）
- プロジェクターでAIKAのAV見てたらまさかの本人登場! 接吻! 淫語! チンぐり返し! 気が済むまでヤラれ続けた… ラッキースケベVR（4月11日、こあらVR）
- 元ヤンのエアコン修理業者さんに叱られながら死ぬほどオンナを味わった童貞のボク AIKA（4月12日、KMPVR-彩-）
- AIKAのエロテクを余すところなく追及!! Zero距離でギャルを堪能するElegantVR（4月25日、KMPVR-彩-）

### アダルト配信
- 初々 228 ゆか 20才 キャバ嬢（7月22日、シロウトTV）
- あいか（9月4日、素人物語）
- 一瀬美幸 & 平岡歩（12月30日、舞ワイフ）

- あずき（2月20日、G-AREA）
- あいか (high117)（9月14日、High SCENE）
- あいか・ひなの・きらら（12月21日、High SCENE）

- 愛香（8月26日、シロウトタッチ）

- あいか（1月9日、超素人）
- 愛華（4月27日、ザ・ガマン）
- あいか（5月12日、盗撮エステ勝手に配信中）
- あいか (hillstsuma184)（7月23日、ヒルズ妻）
- あいか（8月8日、KAKUJITSU）
- あいか（8月16日、STREET ANGELS）
- 【スマホ推奨】あいか（9月8日、スマホ専用たて動画）

- あいか 2（1月2日、KAKUJITSU）
- 募集ちゃん 062　AIKA 24歳 ネイルリスト（4月13日、ARA）
- マジ軟派、初撮。638 in 渋谷 アイカ 20歳 ギャルカフェ店長（5月2日、ナンパTV）
- あいか 3（8月6日、KAKUJITSU）

- あいか（7月12日、Sメイド）
- Aさん (gerk027)（9月1日、ゲリラ）

- あいか (per029)（4月21日、%OFF）
- AIKA (kitaike257)（6月22日、北池袋盗撮倶楽部）
- あい (sirotd071)（7月20日、素人道）
- ラグジュTV 1004 綾瀬愛花 28歳 ダンサー（9月26日、ラグジュTV）

- あいか (pwife591)（10月27日、P-WIFE）
- あいか & ちな（11月8日、LadyHunter）

- AIKA (ako390)（5月2日、A子さん）
- A (ore706)（10月8日、俺の素人）

- あいか (htut469)（1月8日、人妻空蝉橋）
- 超大傑作! 神回爆誕! SSS級極ギャル、AIKA降臨!!! 超伝説級どエロギャルが陰キャ童貞相手に爆テク披露で精子タンクは崩壊! 超大量射精!!!「AV女優なんて台本がなかったらただの女の子なんだよ!怒」デート中の素のAIKAが可愛過ぎて悶絶憤死!!! 超陽キャAIKA vs 超陰キャ童貞ガチンコSEXタイマン勝負! 激マストバイ!（1月14日、GOOD-BYE-CHERRYBOY）
- アイカ (pcotta421)（3月8日、パコッター）
- アイカ 2 (pcotta437)（3月8日、パコッター）
- あいさん（3月12日、シロウトさん）
- AIKAさん（9月8日、ゲリラ）

- Aさん (ore834)（5月9日、俺の素人）
- あいか (bat108)（12月4日、Beauty）

- Aさん (ore927)（4月7日、俺の素人）
- あいか (pcotta569)（7月15日、パコッター）
- あいか 2 (pcotta578)（8月10日、パコッター）
- Aさん (gerk554)（11月30日、ゲリラ）
- あいかさん (gerk561)（12月24日、ゲリラ）

- あいかさん (oreh036)（2月13日、俺の素人-Z-）
- Hさん (gerk579)（3月6日、ゲリラ）
- 『IKUNA＃12.0』AIKA vs 蘭華 全セクシー界GAMANKO最煌対決 GALofGAL女王級最煌頂上決戦!  いつもイキ潮まくるAVスター競演 ＜イキガマン狂い＞ 絶頂決戦『IKUNA』シーズン3! イキガマンの果てに手にする絶頂は恍惚か! 失神か! 失禁か! 最高の絶頂女王は誰だ!（5月3日、BOTAN）
- Aさん (gerk592)（7月6日、ゲリラ）
- あいかさん (eqt485)（8月1日、エチケット）
- あいか（8月22日、ペロン・ゲリオン）
- Aさん 2 (gerk613)（11月9日、ゲリラ）

- AIさん (orena059)（2月1日、俺の素人）
- あいか (prgo276)（3月18日、ペロン・ゲリオン）

### イメージビデオ
2012年
- みえちゃうぞRETURNS AIKA（1月30日、オルスタックピクチャーズ）
- pg（3月25日、ターンテーブル）※「優木あいか」名義
- フェえっち AIKA（4月27日、オルスタックピクチャーズ）

2016年
- AIKAはオレのカノジョ。（6月25日、GRADEN）
- 褐色の猥褻 BLACK QUEEN SHION / KAREN / NATSUKI / AIKA（7月23日、LEMON HEART）
- エンジェル・ハート AIKA（10月7日、Sharon）

2018年
- ギリギリ魅せたGAL! アイカ（11月29日、オルスタックソフト販売）

2019年
- Aphrodite AIKA（1月1日、ファインピクチャーズ）
- H大好きなカリスマ美ギャルのゴージャスなbodyをご堪能!! ～トコトン観察して・あぶない挿入しちまいました～ アイカ（1月30日、オルスタックソフト販売）

2021年
- STAY GOLD AIKA（1月22日、ファインピクチャーズ）

2024年
- Aika Gal Gal Heaven（2月8日、REbecca）

2025年
- Aika2 AgeAge Paradise（1月23日、REbecca）

## 書籍

### 写真集
- amour（2016年10月25日、彩文館出版、撮影：ALEX WON）ISBN 978-4775605820

### デジタル写真集
- Aphrodite デジタル写真集 AIKA（2019年2月26日、ファインピクチャーズ、撮影：河本広幸）
- JUICY HONEY PLUS 2 AIKA（2020年4月4日、ジューシーハニー、撮影：篠原潔）
- STAY GOLD デジタル写真集 AIKA（2021年1月25日、ファインピクチャーズ、撮影：SHOOTING STAR）
- Fitch LOOK BOOK（2021年9月30日、FANZA BEAUTY COLLECTION
- みんなあつまれ MOODYZキャンペーン2022 Special Photo Book（2022年11月4日、FANZA BEAUTY COLLECTION）
- AIKA GALS★PARADISE 週刊現代デジタル写真集（2024年6月28日、講談社、撮影：早川達也）

### 雑誌
- 月刊DMM 2016年4月号（ジーオーティー） - 表紙
- 月刊DMM 2016年6月号（ジーオーティー） - インタビュー
- 実話大報 2016年10月号（ジーオーティー） - 表紙、グラビア、インタビュー
- ズバ王 2017年02月号（ジーオーティー）- グラビア

## 製品

### トレーディングカード
- ジューシーハニー・コレクションカード VOL.35（2016年10月30日、株式会社ミント）- 明日花キララ、紗倉まなとの共同作品
- ジューシーハニー コレクションカード PLUS #2（2019年4月27日、株式会社ミント）- JULIA、桃乃木かな、本庄鈴との共同作品

### カレンダー
- AIKA 2020年カレンダー（2019年10月19日、トライエックス）
- 卓上 AIKA 2020年カレンダー（2019年10月19日、トライエックス）
- AIKA 2021年カレンダー（2020年10月17日、トライエックス）
- 卓上 AIKA 2021年カレンダー（2020年10月17日、トライエックス）
- AIKA 2022年カレンダー（2021月10月30日、SUNCARAT）
- 卓上 AIKA 2022年カレンダー（2021月10月30日、SUNCARAT）
- AIKA 2023年カレンダー（2022年10月29日、SUNCARAT）
- 卓上 AIKA 2023年カレンダー（2022年10月29日、SUNCARAT）
- AIKA 2024年カレンダー（2023年10月28日、SUNCARAT）
- 卓上 AIKA 2024年カレンダー（2023年10月28日、SUNCARAT）
- AIKA 2025年カレンダー（2024年10月26日、SUNCARAT）
- 卓上 AIKA 2025年カレンダー（2024年10月26日、SUNCARAT）

### フィギュア
- PLAMAX Naked Angel 1/20 AIKA（2023年1月、マックスファクトリー）

### アダルトグッズ
オナホール
- 名器の再現! まるごとAIKA（2016年12月3日、日暮里ギフト）
- 激フェラ バキューム AIKA（2017年1月30日、日暮里ギフト）
- ラフレシア 2017 AIKA（2017年2月28日、ケイ・エム・プロデュース）
- くぱぁ -AIKA-（2017年3月25日、EXE）
- kmp PREMIUM HOLE PLUS AIKA（2017年11月30日、ケイ・エム・プロデュース）
- AV ONA CUP ＃006 AIKA（2017年12月21日、日暮里ギフト）
- 痴女ナースの性感治療 AIKA（2018年8月8日、日暮里ギフト）
- AIKAのエロ尻 裏ま●こ（2018年12月5日、日暮里ギフト）
- 妄想ワーキングガール エリートなオンナ AIKA（2019年4月5日、aurora toy）
- 裏妄想ワーキングガール エリートなオンナ ア○ルブラック AIKA（4月5日、aurora toy）
- kmp PREMIUM HOLE EX プレミアムホール AIKA（2019年5月31日、ケイ・エム・プロデュース）
- 美女の秘穴 AIKA（2019年7月1日、aurora toy）
- 極フェラ6 AIKA（2019年7月19日、A-ONE）
- オ・ン・ナ♀ざかり、ヤリ放題。AIKA（2020月3月18日、JAPAN-TOYZ）
- HEAVEN’s GIRL-PERFECT HOLE- AIKA（2020年6月18日、aurora toy）
- KMPホール AIKA（2020年12月31日、ケイ・エム・プロデュース）
- 神フェラ クラシック AIKA（2023年6月29日、SSI JAPAN）
- 日本の名器 AIKA（2023年9月27日、SSI JAPAN）
- YUIRA AMAZING HOLE AIKA（2025年5月31日、YUIRA）

ローション
- 生撮り淫汁ローション AIKA 80ml（2016年12月3日、日暮里ギフト）
- 生撮り白濁淫汁ローション AIKA 200ml（2016年12月3日、日暮里ギフト）
- AIKA 濃厚擬似精液ローション 150ml（2017年3月16日、日暮里ギフト）
- 痴女ナースの淫汁 AIKA 200ml（2018年8月8日、日暮里ギフト）
- AIKAのアナルローション 80ml（2018年12月5日、日暮里ギフト）
- AV ONA LOTION 500ml AIKA（2023年4月20日、日暮里ギフト）
- 日本のローション AIKA 180ml（2023年11月28日、SSI JAPAN）
- 神フェラ唾液ローション AIKA 180ml（2023年11月28日、SSI JAPAN）

電マ
- デンマブラック AIKA（2019年5月29日、A-ONE）
- デンマブラック AIKA G（2021年11月26日、A-ONE）

下着
- AIKAのパンティー A 生写真付き（2018年10月9日、AV女優のパンティ）

## 出演

### テレビ
- 魚拓と成瀬のツキとスッポンぽん #126,#127（2017年1月29日,2月5日、パチ・スロ サイトセブンTV）
- 男のザップ 生イキ! ジャンポケクルーズ（2017年3月9日、BSスカパー!）
- 煌く!スカパー!アダルト放送大賞2017（2017年3月9日、BSスカパー!）
- じっくり聞いタロウ〜スター近況（秘）報告〜 (2017年7月21日、テレビ東京)
- ダラケ! シーズン12 #1（2017年8月17日、BSスカパー!）
- ダラケ! #9（2018年10月4日、BSスカパー!）[29]
- 阿部乃ちゃんねる#51（2018年12月  、エンタ!959）
- 桃色探訪〜伝説の風俗〜（2021年12月31日、チャンネルNECO） - 舞 役

### ウェブテレビ
- ファミ通公式ニコ生（2017年11月9日、ニコニコ生放送）[30]
- エンドルフィン（2016年2月3日 - 4月6日、ニコニコ動画・サイゾー動画©） - MC[31]
- AV女優の初恋ピュア物語〜前編〜（2018年1月13日、AbemaTV）[32]
- 桃色♡ゲームチャンネル（2018年1月25日[33]、2月8日、2月22日、3月8日、3月22日、4月19日、4月26日[34]、AbemaTVウルトラゲームス）
- 極楽とんぼKAKERUTV（2018年1月11日[35]、5月9日[36]、AbemaTV）
- DTテレビ #50、#69（2018年10月26日・2019年4月5日、AbemaTV）
- 今日だけ、AV女優を辞めます。（2018年12月25日 - 2019年1月18日、U-NEXT[37]）
- 極楽とんぼのタイムリミット（2021年8月8日[38]、ABEMA）
- ロンドンハーツTELASA限定版（2021年12月20日、TELASA）[39]

### ラジオ
- ねむチキ（2023年3月19日・26日、TBSラジオ）

### ゲーム
- 龍が如く 極2（2017年12月7日、セガゲームス）[40]- キャバ嬢・AIKA 役
- 新宿スカウトバトル（2019年12月2日、DMM GAMES）- クラブ界隈では名の知れたギャル・AIKA 役[41]
- 龍が如く7 光と闇の行方（2020年1月16日、PlayStation 4用ソフト、セガゲームス）乙姫ランド・ソープ嬢、AIKA 役 ※写真のみの出演
- 銀行マンの下剋上～バラ色人生を目指して～（2022年12月6日、AV GAMES、フュージョンプロジェクト）- 探検家・AIKA 役[42]
- 社長と美女たちの二重奏（2024年3月6日[43]、CREAM SOFT）- 鳴山美智子 役[44]

### 舞台
- 無慈悲な光（2019年7月4日 - 7日、東京・下北沢Geki地下Liberty） - 実験用マウスM04 役[45]
- フクロウガスム（2019年12月25日 - 29日、赤坂レッドシアター） - うさぎ 役
- くつ屋さんのおはなし（2020年2月5日 - 9日、東京・テアトルBONBON） - 渡里遊 役[46]
- 慟哭×無慈悲な光（2023年6月13日 - 18日、東京・高田馬場ラビネスト）

### 映画
- 無慈悲な光（2021年、監督：カジ） - 実験用マウスM04 役[47]

### ミュージックビデオ
- TOMORO「CORONA VIRUS feat. D-coy」（2022年9月15日、TOMOlution MUSIC） [48]

### パチンコ
- CRジューシーハニー2（2018年7月、サンセイアールアンドディ）[49]
- Pジューシーハニー3（2021年2月、サンセイアールアンドディ）[50]
- PジューシーハニーH（ハーレム）（2023年5月、サンセイアールアンドディ）